# パシフィック・リーグ
パシフィック・リーグ（英: Pacific League）は、日本のプロ野球リーグのひとつ。
正式名称は日本プロ野球組織 パシフィック・リーグ運営部。呼称はパ・リーグ、またはパ。

## 概要
日本におけるプロ野球リーグの一つで、オリックス・バファローズ、福岡ソフトバンクホークス、埼玉西武ライオンズ、北海道日本ハムファイターズ、千葉ロッテマリーンズ、東北楽天ゴールデンイーグルスの6球団から構成されている。
日本初のプロ野球リーグである日本職業野球連盟設立時の7球団のうち4球団が現存しているが、この4球団のうち親会社の変更に伴い阪急から改称したオリックスがパ・リーグに加盟している。親会社に新聞社と鉄道事業者が多かった時代には、新聞社が多いセントラル・リーグ（セ・リーグ）に対して、鉄道事業者が多いリーグだった。現在はソフトバンクグループや楽天グループを筆頭に売上高1兆円越えの巨大企業が親会社に名を連ねている。
本拠地球場所在地をセ・リーグの6球団と比較すると、首都圏に2球団（セ・リーグは3球団）、近畿圏に1球団（セ・リーグも1球団）と中京圏（セ・リーグは1球団）を除く三大都市圏に3球団（セ・リーグは5球団）、札仙広福のうち札幌都市圏、仙台都市圏、福岡都市圏に各1球団の3球団（セ・リーグは広島都市圏に1球団）となっている。
セ・リーグとは異なり、パ・リーグでは指名打者制（DH制）を採用しており、8人の野手と指名打者及び投手のスタメンで構成されている。通常はセ・パ交流戦や日本シリーズ以外の試合で投手が打席に立つことはない。（ただし、投手が指名打者を兼任すればその限りではない。）
2023年（令和5年）にパーソルホールディングス株式会社とタイトルパートナー契約を締び、2023年シーズンのリーグ戦で「パーソル パシフィック・リーグ」の名称を使用する。

## 沿革

### 誕生
1949年（昭和24年）11月26日に開かれた各球団の代表者会議で、新球団加盟の是非をめぐり日本野球連盟が分裂した。その日の午後1時には加盟賛成派の阪急ブレーブス（後のオリックス・バファローズ）、南海ホークス（後の福岡ソフトバンクホークス）、東急フライヤーズ（後の北海道日本ハムファイターズ）、大映スターズ（後の大映ユニオンズ）に新球団の毎日オリオンズ（後の千葉ロッテマリーンズ）、西鉄クリッパース（後の埼玉西武ライオンズ）、近鉄パールス（後の大阪近鉄バファローズ）も加わり、計7球団で太平洋野球連盟（たいへいようやきゅうれんめい）が発足し、結団式が行われた。閉幕まで3日を残した1949年シーズン末の事である。初年度の1950年（昭和25年）は親会社のバックアップで戦力を充実させた毎日オリオンズが優勝し、日本シリーズでも松竹ロビンスを倒し日本一に輝いた。
当初参加を予定していた大阪タイガース（後の阪神タイガース）は看板カードの巨人戦を手放せないとして最終的に離脱、日本野球連盟に残留した。こちらが現在のセントラル野球連盟、いわゆるセントラル・リーグ（セ・リーグ）である。

### 1950年代 黎明期
この時代は鶴岡一人監督率いる南海ホークスと三原脩監督率いる西鉄ライオンズの黄金時代で、両者の対決は「黄金カード」とまで呼ばれ、1959年（昭和34年）にはセ・リーグとの観客動員数が拮抗したこともあった。その一方、奇数球団による試合日程の不具合を避ける為、1954年（昭和29年）のシーズン開幕前には高橋ユニオンズ（翌1955年のみトンボユニオンズ）が加盟して8球団となった。同球団は1954年から1956年の3シーズンのみ参加し、1957年（昭和32年）2月に大映スターズと合併（大映ユニオンズ）し7球団となる。さらに、1957年シーズン終了後にはその大映ユニオンズと毎日オリオンズが合併（毎日大映オリオンズ）し6球団となり、以後は現在に至るまで6球団体制となっている。

#### 1956年～1958年 西鉄ライオンズの三原マジック
１リーグ時代の巨人を優勝に導いた三原脩を1951年シーズンから招聘した西鉄ライオンズは、大騒動を経て東急フライヤーズのスター大下弘を引き抜くとともに（大下騒動を参照）、豊田泰光・中西太・仰木彬らとともに野武士軍団と呼ばれる打線を形成。同リーグの鶴岡南海との優勝争いは54年～56年まで両軍ともに90勝に達するなど、ハイレベルな争いとなった。また、巌流島の決闘と言われたライバル・水原茂監督率いる巨人に対して1956～1958まで日本シリーズ三連覇、特に1958年はエース・稲尾和久の超人的な連投もあり、3連敗からの4連勝で制した。三原の采配は、2番打者に強打者を置く、またショートスターターなど後世の戦術を先取りしたものも多く、三原マジックとも呼ばれ、セ・パ両リーグの采配論に大きな影響を与えた。

#### 1959年 南海ホークス、悲願の日本一
前述の通り、1950年代は南海と西鉄の2強時代だった。南海ホークスは鶴岡一人監督の下、データ野球という斬新な考えを取り入れた野球で優勝争いの常連チームとなり、1950年代において南海は5度のリーグ優勝（1951年・1952年・1953年・1955年・1959年）を成し遂げる。しかしながら、日本シリーズでは読売ジャイアンツに1955年まで4度とも敗退していた。
1959年シーズンはシーズン終盤に大毎オリオンズに首位を明け渡した時期はあったが、杉浦忠や野村克也といった若いバッテリーの活躍もあり、4年ぶりのリーグ優勝を果たす。1959年の日本シリーズでは、当時のセ・リーグ新記録となる5連覇を達成した読売ジャイアンツとの対戦となった。これまで南海は日本シリーズにおいて巨人に苦杯を舐めてきたが、杉浦の連戦での力投、さらにリーグ1位のチーム防御率という投手陣の層の厚さで、巨人打線を抑え、日本シリーズでは初となるストレート4連勝で球団初の日本一を成し遂げ、鶴岡監督の悲願である打倒巨人がようやく実現した。優勝後、日本で初めてのビールかけが南海ナインの手によって行われた。そして当時の南海の本拠地だった大阪市民は球団初の日本一に熱狂し、シリーズ終了翌々日の10月31日に秋晴れの下でおこなわれた大阪市内の優勝パレードには沿道に20万人が集まり、「御堂筋パレード」と呼ばれた。

### 1960年代 衰退期
1960年代のテレビの普及はテレビ局を関連会社に持つ巨人を中心にセ・リーグの人気を高めたが、パ・リーグには逆風となった。1960年（昭和35年）11月、毎日新聞社が大毎オリオンズの経営から事実上撤退しており、1965年（昭和40年）には完全撤退に至った。
このような中、大毎オリオンズのオーナーになった永田雅一は私財を投げ打って東京・南千住に1962年（昭和37年）に「東京スタジアム」を完成させた。1969年（昭和44年）にロッテオリオンズに改称して翌年となる1970年（昭和45年）には東京スタジアムでのリーグ優勝を決めた。
それでもパ・リーグの活性化には遠く、特に巨人がV9（1965～1973年の9年連続日本一）をスタートさせてからは影が薄くなる一方であった。特に、近鉄バファロー（1962年よりバファローズ）については暗黒時代に当たる時期で、観客動員に寄与できなかった。1958年から67年の10シーズン中最下位が9度、かつ年間90敗以上のシーズンが5度という大敗時期であり、球場も小さく、スターも不在で、興行としての見せ場を作れなかった。
1961年5月には初の国外試合として、米軍施政下にあった沖縄・奥武山球場で西鉄-東映戦が行われた。また1964年には南海・村上雅則が野球留学生としてサンフランシスコ・ジャイアンツに入団し、日本人として初めてMLB昇格を果たした。1965年11月には初のドラフト会議が行われた。

#### 1964年 南海VS阪神の「関西シリーズ」
東京オリンピックに沸いた1964年（昭和39年）は南海ホークスが3年ぶり9度目のリーグ優勝を果たした。この年の日本シリーズは南海と阪神タイガースの「関西シリーズ」という顔合わせとなった。

#### 1962年～1972年 オリオンズの本拠地「東京スタジアム」
当時のプロ野球は、東京地区においてはセ・リーグの読売ジャイアンツ（巨人）、国鉄スワローズ（国鉄）、そして毎日大映（大毎）オリオンズの3球団が文京区の後楽園球場を本拠地としていたため、日程の過密化が常態化していた。このうち大毎のオーナーだった永田雅一は私財を投じて自前の本拠地球場の建設を計画。都内各所を自ら視察した結果、荒川区南千住の大和毛織工場跡地（旧千住製絨所）を建設地に決定した。かねてから「下町に自前の球場を造りたい」と漏らしていた永田は工場閉鎖前からこの地を視察で訪れており、水面下で用地取得を画策していたと言われている。
1962年5月31日に完成された球場は「東京スタジアム」と命名された。6月2日、パ・リーグ全6球団がスタジアムに集結。午後4時から盛大に開場式を執り行い、永田は席上で「皆さん、パ・リーグを愛してやって下さい!」と満員（35,000人）に膨れ上がったスタンドに向かって絶叫した。同日午後7時に初のプロ野球公式戦として、大毎対南海の7回戦が行われ、球場第1号本塁打は同試合で野村克也（南海）が放った。
アメリカ・サンフランシスコのキャンドルスティック・パーク（当時のMLB・サンフランシスコ・ジャイアンツの本拠地）などをモデルにした東京スタジアムは、2本のポール型鉄塔がサーチライトを支えるという当時としてはモダンな構造となっており、当時の南千住はマンションなどの高層建築物はなく、低い平屋や二階建ての住宅が建ち並ぶ下町の街並みに忽然と現れた巨大なスタジアムから、夜になるとナイター照明が放つ光が周辺に瞬く光景から『光の球場』と呼ばれた。スタンドの座席やエントランス部のスロープ式の通路などの工夫に加え、選手用の設備が当時としては最先端かつ大リーグ式の環境でありだったことが、選手からは好評だったという。「大リーグのボールパークのような最先端の設備を有しながら、庶民が下駄履きで気軽に通えるような球場」という永田の壮大な構想が具現化した、彼にとってはいわば「夢の野球場」だった。
東京スタジアムは大毎の本拠地として開業した。さらに1964年にオーナー企業名を排して都市名を冠した「東京オリオンズ」に改称。だが、この改称は毎日新聞社側への根回しがないまま行われたため、毎日側が不快感を示し、結局1965年に完全撤退となり、経営権も永田が掌握した。また、当時のオリオンズは低迷期で、開場年の1962年は4位。以降5位、4位、5位、4位、5位と苦戦していた。さらに1965年からは巨人がセ・リーグ9連覇という黄金期に入ったために、プロ野球人気はセ・リーグ偏重の傾向が強まっていた。年間観客動員数も開場初年度こそ70万人を突破して盛況を見せたものの、その後はジリ貧に陥り、スタジアムの建設費を減価償却できない経営状態が続いた。また球場の敷地が狭隘であるため、フィールドは狭かったため、本塁打が出やすかった。そのため、1968年にジョージ・アルトマン、アルト・ロペスなどを獲得して、長打力強化を図った。その年はチームはAクラスとなる3位だった。
1969年に菓子メーカー・ロッテをスポンサーに迎えて業務提携し、「ロッテオリオンズ」に改称。1970年は前述の外国籍選手2名に加えて、山崎裕之・榎本喜八・有藤通世・池辺巌・木樽正明・小山正明などが活躍して、本拠地・東京スタジアムで10年ぶり3度目のリーグ優勝を決めた。その時、観客が次々とグラウンドになだれ込み、そのまま真っ先に永田を胴上げした。しかし、この年の日本シリーズではV9の真最中でセ・リーグ6連覇だった巨人に1勝4敗と敗れた。ロッテの本拠地・東京スタジアムでの巨人の日本一の胴上げとなった。
1971年に永田が経営していた大映が業績悪化のため、ロッテに経営権を譲渡した。しかし、大映は結局倒産する。関連子会社の東京スタジアムも累積赤字が約15億円にまで膨らみ、経営権は1972年に国際興業社主の小佐野賢治にの手に移った。その際、小佐野は経営不振を理由に単独企業での球場経営の継続は困難であると判断。球団と球場は一体であることが望ましいと考え、ロッテに対し球場の買い取りを要求。しかしながら、球団の年間観客数も頭打ちになっており、ロッテ側は費用対効果の面で難色を示し、賃借継続を要請して交渉は平行線を辿る。結局、11月22日の段階で交渉は事実上決裂。小佐野は「球場は廃業するので、来季以降は使用できない」とし、東京スタジアムは同年限りでの閉鎖が決まった。開場からわずか11年目のことだった。

### 1970年代 暗黒時代・阪急黄金時代
1969年オフに発覚した八百長問題は、「黒い霧事件」として問題が拡大した。特に、4名が永久追放処分、2名が1年間活動停止等の処分を受けた西鉄ライオンズに致命的なダメージを与えただけでなく、パ・リーグ全体のイメージダウンともなった。西鉄は1972年にライオンズを中村長芳（当時福岡野球のオーナー）に譲渡し、太平洋クラブライオンズに改称し、球団経営から撤退した。さらに映画産業の衰退で球団を支える経営体力がなくなり、東京オリオンズの親会社だった大映（永田雅一→中村長芳）はロッテ（1969年～）へ、東映フライヤーズの親会社だった東映は日拓ホーム（1973年のみ）→日本ハムへ（1974年～） と、大手映画会社の球団譲渡が相次いだ。
更にロッテオリオンズに至っては大映倒産に伴い東京スタジアムが使用できなくなった為、本拠地を転々としなくてはならなくなった（ジプシー・ロッテを参照）。主に宮城球場（宮城県仙台市）を暫定本拠地とし、首都圏（後楽園・神宮・川崎など）でも主催試合を行った。特定の本拠地を持たない状況は1977年まで続いた。そんな状況下でも、かつて国鉄スワローズ・読売ジャイアンツで投手として活躍した金田正一監督の下、1974年にリーグ優勝、その年の日本シリーズでも巨人の10連覇を阻止した中日ドラゴンズを4勝2敗で破り、毎日オリオンズ以来24年ぶり2度目の日本一を果たした。
しかし1975年にはパ・リーグの観客動員数がセ・リーグの約3分の1にまで落ち込んだ。巨人のV9は、裏を返せばパ・リーグの9連敗であり、引き立て役に甘んじる年月であった。1971年のオールスター第1戦では阪神・江夏豊に9者連続三振という屈辱を喫し、前年から通算すると15連続三振を奪われた。パ・リーグ関係者はこの低迷を打破しようと前期・後期の2シーズン制の採用（1973年～1982年）、指名打者制度の採用（1975年～現在）などいろいろ新機軸を試みる。中には邪道とも言える太平洋とロッテの遺恨試合を演出してまで観客動員を増やそうとした例まであった。
そんな中、1970年代は西本幸雄→上田利治監督の下、福本豊・山田久志・長池徳士などを擁する阪急ブレーブスの黄金時代で、1967年のリーグ初優勝を皮切りに、1978年にかけて9度のリーグ優勝を果たした。特に1975年から3年連続日本一となっていた。南海ホークスも野村克也選手兼任監督の下、ID野球の原型とも言える「シンキング・ベースボール」で、1973年にリーグ優勝を果たす。
阪急や南海にはこうした人気があった。また関西球団同士のカード（特に南海主催のホームゲーム（大阪球場など））ではユーモア溢れる野次合戦など定評はあった。しかし、関西のスポーツ紙が阪神タイガースの記事一辺倒の為、阪神には人気は及ばず、阪急以外に南海、近鉄も含めた在阪パ・リーグ3球団の観客は急激には増えなかった。特に1977年6月の南海 - 阪急戦は在阪球団同士による首位攻防戦であったが（当時は前述したように2シーズン制で、事実上の前期優勝争いとなっていた）、当日は阪神の試合がなかったにも拘らず試合の翌日の1面は掛布雅之の特訓記事だった、と当時南海の監督であった野村克也は著書で述べている（「あぁ、阪神タイガース―負ける理由、勝つ理由」 角川oneテーマ21）。また、近鉄は1979年・1980年と連覇を果たしたが、本拠地であった日本生命球場・及び保有する藤井寺球場では日本シリーズの開催基準を満たさず、大阪球場を借りてのシリーズ開催を余儀なくされたように、インフラ面においても潤沢とは言えなかった。317勝を挙げた鈴木啓示、465本塁打の土井正博の両看板を擁したが、観客動員は伸びなかった。
とはいえ、南海ホークスは「キタの阪神、ミナミの南海」と呼ばれる程、1リーグ時代・2リーグ時代初期では阪神タイガースと並ぶ人気だったということもあり、その後も南海は関西では阪神に次ぐ人気球団だったという。福岡移転後の2003年に大阪球場跡地に大型商業施設「なんばパークス」が開業。所々に大阪球場にちなんだモニュメントやデザインが所在しており、上階には「南海ホークスメモリアルギャラリー」という球団の沿革を示す展示コーナーも設置されており、展示の前では年配層を中心に立ち止まる人の姿が絶えず、未だ関西でホークスが根強い人気を持つことを示している。

#### 1973年 プロ野球再編問題
球界を襲った黒い霧事件の影響は西鉄だけでなく、東映フライヤーズにも飛び火した。1970年5月9日にはエースの森安敏明が同僚・田中調と共に、前年同事件で永久追放された永易将之の八百長工作に関連があったとされ、出場停止となり、7月30日に森安の永久追放が決定した。さらに、親会社の東映に至っては映画産業の斜陽に加え、1971年に逝去した大川博の後任のオーナーに就任した大川毅やオーナー代行に就任した東映の岡田茂新社長には球団経営の意欲がなかったこともあり、1972年シーズンオフに東映再建のため、球団売却を模索した。五島昇・東急電鉄社長（球団の事実上の所有者）とともに当初は家電メーカーのパイオニアとの間で売却交渉を進めていたが、10月21日に買収を断念。
その後、1973年1月16日に不動産会社の日拓ホームへ球団を売却し、「日拓ホームフライヤーズ」に改称された。「黒い霧事件」の後遺症が残る中、リーグに活気を取り戻すべく、日拓は球団運営やファンサービスで新しい試みを次々と打ち出してきたが、同年9月中旬に球団売却が報じられたことをきっかけで、10月17日のパ・リーグのオーナー懇談会において、日拓のオーナーだった西村昭孝はNPBの1リーグ化を睨んだロッテオリオンズとの合併を画策した。南海・阪急・近鉄が合併を承認したが、セ・リーグ側からは猛反発を喰らい、合併は調印寸前で破談に至った。短期間で1リーグ制に向けた動きは終息したが、このような球界の体質に嫌気が差した西村は、球団経営の費用対効果が買収の時点で想定したほど高くなかったこともあって、球団経営を放棄することを決意。結局、わずか1シーズンで球団の経営権を売却した。その後11月19日に日拓ホームは球団の経営権を日本ハムに譲渡し、「日本ハムファイターズ」に改称した。

#### 1973年～1977年 ジプシー・ロッテ
前述の通り、1972年オフに東京スタジアムが閉鎖されたため、ロッテオリオンズは本拠地を失うことになり、1973年からは引き続き東京都を保護地域としながら、宮城県仙台市の宮城球場を暫定本拠地とし、首都圏（後楽園、神宮、川崎など）や静岡市の草薙球場を転々としながら主催試合を開催することとなった。
当初は明治神宮野球場を準本拠地として年20試合程度の開催を計画していたが、ヤクルトアトムズ（当時）や大学野球などのに日程優先権がある影響で試合数が6試合と大幅に削減され、後楽園や川崎にその分を振り分けたといわれている。そこへ、仙台市や地元財界（東北野球企業など）などの提案により、宮城球場を暫定本拠地とすることになり、年26試合を開催した。当時はまだ、首都圏はおろか日本国内に本格的な照明設備を有する野球場が少なかったことも背景にあった。
また同年監督に就任した金田正一の人気や前期優勝争いに食い込んだこともあり、前年310,000人にとどまった観客動員数は当時のパ・リーグ新記録となる946,500人と大幅に増加した。1974年からはロッテは宮城県仙台市の宮城球場を本拠地にし、保護地域も暫定的に東京都から宮城県に移転した。
しかし、球団事務所や合宿所などの諸施設は引き続き東京都内に置き、選手やコーチも東京近郊に自宅を置いたままだったので、暫定本拠地だった仙台での試合になると、仙台市内のホテルに宿泊し、試合前はホテルでユニフォームに着替えてバスで球場入り。試合後はユニフォームを着たままバスでホテルに帰るというビジターや地方遠征と何ら変わりない形で臨んでいた。また当時のパ・リーグ6球団の本拠地は、西日本地域に偏っており（関西地方に3球団（南海・阪急・近鉄）、九州地方に1球団（太平洋クラブ→クラウンライター）が所在）、また当時の仙台はまだ東北新幹線が未開通だったこともあり、移動は過酷だった。これらにより、ロッテの仙台移転は、首都圏に新たな本拠地を確保するまでの暫定措置に過ぎなかったとも言われている。
1974年のロッテは前期2位、後期優勝を決め、プレーオフに進出すると、前期優勝の阪急ブレーブスを退け、第3戦での地元・宮城球場で4年ぶりのリーグ優勝を決めた。しかし、日本シリーズではロッテの主催試合は後楽園球場を使用することになった。これは当時の宮城球場の収容人数は28,000人だったことなど施設が未整備なことが背景にあった。1977年10月、実行委員会でロッテが保護地域を神奈川県に移す事を承認。（本拠地球場は川崎球場。）

### 1980年代 西武黄金時代
1978年シーズンオフに、太平洋クラブ・クラウンライターの両ライオンズを経営した中村長芳からクラウンライターライオンズを買収した西武グループ は、球団経営に革命を起こす。埼玉県所沢市に大リーグ並みといわれた西武ライオンズ球場の建設、ファンサービスの充実に加え、当時西武ライオンズの監督で後の球団管理部長などを務め上げる根本陸夫の下、トレードで田淵幸一、山崎裕之らの獲得、ドラフト外入団で松沼博久・雅之兄弟、秋山幸二、小野和幸ら、傘下のプリンスホテルから石毛宏典・金森栄治・石井丈裕、さらに黄金時代の正捕手となる伊東勤は球団職員として採用してからのドラフト指名など、あらゆる方策を動員した選手補強を行った結果、1982年に西鉄ライオンズ以来となる19年ぶりパ・リーグ優勝、その年の日本シリーズでも24年ぶりの日本一を達成。広岡達朗→森祇晶監督の下、1980年代には実に5回の日本一（1982年・1983年・1986年・1987年・1988年）を成し遂げ「球界の新盟主」とまで言われるようになる。NHKだけでなく民放テレビ局・ラジオ局も巨人戦一辺倒から西武戦も放送するようになった。
さらに近鉄バファローズも球団創設29年となる1979年にリーグ初優勝を果たし、翌年の1980年もリーグ連覇を果たす。また翌年の1981年には後に「親分」の愛称で親しまれた大沢啓二監督率いる日本ハムファイターズも東映フライヤーズ以来の19年ぶりのリーグ優勝を達成した。
また1970年代前後に入団した福本豊、太田幸司、東尾修、門田博光、村田兆治、落合博満、L.リー、C.マニエルに加え、その頃から工藤公康、渡辺久信、阿波野秀幸、西崎幸広など魅力のある選手がパ・リーグに登場し人気を集めることとなった。特に当時の強豪校・PL学園野球部の甲子園スターであった清原和博の快進撃、西武の主砲への成長は、ドラフトで巨人への入団を果たせなかった事を含めて物語性をもって語られ、大きな注目を集めた。
1980年に名称をパシフィック野球連盟に改称した。
しかし西武の躍進や阪急・近鉄などの健闘にもかかわらず、セ・リーグとの観客動員数では依然として差があった。特に当時のロッテオリオンズの本拠地であり、老朽化が著しく、なおかつほとんど改修されなかったこともあり、とりわけ連日閑古鳥が鳴いていた川崎球場 では観客が流しそうめんをしたり、鍋料理を囲む等の光景 が展開されるなど、オフのプロ野球珍プレー・好プレー大賞（フジテレビ系列の特別番組）でも格好のネタになっていた。川崎球場移転後のロッテも1983年に球団初の最下位に転落するなど、成績でも苦難が続いた。
一方、黎明期において、かつて西鉄とリーグ優勝争いを繰り広げていた南海は、1977年のシーズン途中に選手兼任で監督を務めていた野村克也の女性関係が問題視され、公私混同を理由に解任されると、当時の主力選手だった江夏豊や柏原純一が他球団に移籍するなどの戦力低下もあり、翌年の1978年以降は人気・成績の低迷が長引き、球団売却・福岡移転後の1997年まで20年連続Bクラスと、およそ20年に渡る低迷期に突入した。
また、阪急は少しでも観客を増やそうと1981年に球団マスコット「ブレービー」を登場させたり、1983年には福本豊ら3選手と競走馬を競争させるアトラクションまで行った。結果的には阪急はこの年のリーグMVPとなったブーマー・ウェルズや福本豊・今井雄太郎・佐藤義則などが活躍し、1984年に6年ぶりのパ・リーグ優勝を果たした。しかし、それでも同じく西宮を本拠としていた阪神タイガースが翌年の1985年に21年ぶりのセ・リーグ優勝、さらに球団初となる日本一になったことが日本中の大きな話題となったこともあり、結局、阪急における直接的な観客増には結びつかなかった。
南海と阪急は「球団を持つ使命は終えた」として、ともに1988年秋に南海はダイエーに、阪急はオリエント・リース（現：オリックス）に、それぞれ球団譲渡を行った。
南海の身売りにおいては、この年は球団創設50年だったが、球団売却前の1986年頃から当時の本拠地だった大阪球場を解体・撤去を見据えた難波地区再開発計画や、球団身売りに否定的だった名物オーナーの川勝傳が死去した事もあり、9月に南海の身売り発表が行われた。そして11月1日にダイエーへの球団譲渡並びに福岡市への本拠地移転が発表された。この年の南海は40歳の門田博光が本塁打王・打点王の二冠王を獲得し、年間MVPに輝いた。
一方、阪急の身売り発表が行われたのは、10月19日17時であり、川崎球場でこの年に就任した仰木彬監督率いるリーグ2位の近鉄が、優勝をかけてリーグ最下位のロッテとのダブルヘッダー1試合目を行っている最中だった（10.19）。この試合は、パ・リーグとしては異例の注目を集めた。この試合は第1試合は近鉄が勝利するも、第2試合は引き分けに終わり、西武のリーグ4連覇が決まった日でもあった。この年のリーグ優勝を逃した近鉄だったが、元号が平成に変わった1989年（平成元年）は9年ぶり3度目のリーグ優勝を果たす。

#### 外国人の活躍
パ・リーグにおいては80年代から日本の経済成長とともにMLBを経験した選手の加入が相次いだ。M.アル―（太平洋）、テリー（西武）、T.バナザード（南海）、B.オグリビー（近鉄）、B.マドロック（ロッテ）のようなMLBでレギュラーを張った選手がキャリア終盤に日本を選択する例が見られたほか、L.リー、T.ソレイタ、R.ブライアントらがタイトルを獲得、さらにブーマーは外国人として初の三冠王を獲得した。一撃で局面を打開する長打力、捕手をも吹き飛ばすスライディングは興行面でも不可欠な魅力となり、1994年からは外国人枠の拡大（2名⇒3名。1998年からは4名）にもつながった。捕手としても出場したM.ディアズ、ロス五輪での剛速球投手から技巧派に転じた郭泰源、またリリーフ投手として個性的パフォーマンスで沸かせたアニマル・レスリーなども登場した。

### 1990年代 西武黄金時代から、イチロー&ドーム時代へ
昭和から平成に元号が変わった1990年代前半は森祇晶監督率いる西武黄金時代が続き、1990年～1994年までパ・リーグ史上唯一の5連覇、1990年～1992年まで3年連続の日本一を飾ることになる。この頃の西武には野手陣は秋山幸二・石毛宏典・辻発彦・伊東勤・清原和博・O.デストラーデなど、投手陣は工藤公康・渡辺久信・郭泰源・石井丈裕・鹿取義隆・潮崎哲也・渡辺智男などがチームを支えた。その頃のペナントレースは、1991年に近鉄が77勝で猛追、1993年も日本ハムが1.0ゲーム差まで追い上げたが、ほぼ5年連続、常勝西武の独壇場であった。その中では新人から彗星のごとく現れた近鉄の野茂英雄が、特徴的なトルネード投法によりパ・リーグの人気を沸騰させ、デビューの1990年には18勝・287奪三振・防御率2.91で投手三冠を達成、のちにMLBにて日本人初・2度の（タイトル奪取）を達成するに至る。
一方で、本拠地球場が築40年以上を経過し、老朽化が顕著な問題となり始める。同時に、プロ野球規格の新球場が相次いで完成したため、地元の誘致もあり、既に1989年に福岡市に移転していたダイエー（旧・南海）は、ライオンズの本拠地だった平和台野球場から1993年に福岡ドームへ移転した。また1991年には当時阪急西宮球場を本拠地にしていたオリックス（旧・阪急）が神戸総合運動公園野球場（グリーンスタジアム神戸）に、1992年には当時川崎球場を本拠地としていたロッテが千葉マリンスタジアムにそれぞれ本拠地を移転した。
特に千葉ロッテマリーンズに至っては、千葉マリンスタジアム移転元年である1992年は移転景気に恵まれ、観客動員が130万人を記録したものの、2年目の1993年は大きく落ち込んだ。看板選手である落合博満が1987年に中日へ移籍して以降、千葉マリンスタジアム独特の浜風の影響もあり、長距離砲が育たなくなった事（1986年の落合以来、日本人の30本塁打以上は皆無）も響いた。
1994年はオリックスの20歳の新星、イチローが1シーズンで200本を超える安打を放つ大活躍でファンの人気を集めた。また、イチローの所属するオリックス・ブルーウェーブも1995年1月17日に発生した阪神・淡路大震災後の復興のシンボルとして、1995年シーズンを制覇、11年ぶり（オリックスとなってからは初）の優勝を果たした。当年シリーズは野村ヤクルトに1勝4敗で敗れたものの、翌1996年のリーグV2ののちの1996年シリーズは長嶋ジャイアンツに4勝1敗で勝利し、阪急ブレーブス以来となる19年ぶり4度目の日本一を達成、被災地の神戸市民を勇気づけた。また、近鉄監督時代のR.ブライアントや野茂に引き続いて再び独特な才能を引き出した仰木彬監督の手腕を評し、往年の三原脩監督に重ね合わせる人も多く、リーグの歴史に1ページを刻んだ。
また、福岡ダイエーホークスについては、福岡市では11年ぶりにプロ球団が誕生したという歓迎ムードもあったものの、当時の平和台野球場スタンドには空席が目立つことが多かった。そんな逆境の中、福岡ドームに本拠地を移した1993年には西武ライオンズで辣腕を振るった根本陸夫監督が専務兼任で就任し、チームの改革を行った。初年度は最下位になるが、翌1994年には4位ながらも17年ぶりのシーズン勝ち越しを決め、監督を勇退し専務に専念。後任には巨人の監督を歴任した王貞治が就任した。また、後のダイエーの主力となる秋山幸二・工藤公康などを西武から獲得し、ドラフト会議でも城島健司・柴原洋のほか、逆指名制度を駆使して小久保裕紀・井口忠仁・松中信彦などを獲得するなど、チームの強化を図った。こうした補強の成果は着実に現れており、1998年にオリックスとは同率ながら、21年ぶりのAクラスとなる3位を確保した。翌年のリーグ優勝と日本一、現在に至るまでのパ・リーグ屈指の人気球団・強豪ホークス復活への礎となる。
1990年代は上記の他にも伊良部秀輝・黒木知宏・西口文也・松坂大輔・松井稼頭央・中村紀洋・T.ローズなど全国級のスーパースターがデビューしたのもこの頃である。FA制度の導入によりセパ間の人材流動も盛んになったが、主に経営体力のあるセ・リーグへの選手流出のほうが多く、パ・リーグは同一リーグ間の移籍が主であった。
他方、1997年に発覚したプロ野球脱税事件、1998年の福岡ダイエーのサイン盗み疑惑（村上球団社長が戒告と6ヵ月間球団社長職務停止、岸谷代表が1カ月間代表職務停止）など、負の歴史も存在し、NPBホームページのリーグ略史に現在でも記載されている。
1988年（昭和63年）に日本初の屋根付き球場（ドーム球場）である東京ドームが完成し、日本ハムは前身の後楽園球場と同様、巨人と本拠地を併用することになった。その後、1993年に福岡ドームが、1997年に大阪ドームが新規開業したことに加え、1999年に西武ライオンズ球場の改装により西武ドームが誕生した。このため、既に東京ドームを本拠地としていた日本ハムを含めると、6球団のうち実に4球団がドーム球場を本拠地とするようになった。これらの最新の球場は人気を集め、スター選手の登場との相乗効果により、1997年にはパ・リーグの観客動員数がセ・リーグの70%近くにまで増加した。
日本ハムファイターズは1988年に東京ドーム開業景気に恵まれ、パ・リーグ1位の観客動員数となるが、フロントは“ドーム景気”に依存してしまい、結果としてファンサービスやチームの補強策が消極的になった。西崎の後に、田中幸雄、岩本勉、小笠原道大など日本ハムを支える看板選手が登場、上田利治監督の指揮下でビッグバン打線を形成し、1996年や1998年には優勝目前に迫ったが、フロントの投手補強策が消極的だったツケもあり、終盤の失速にてV逸。結局東京ドーム最終年である2003年までの16年間で、一度もリーグ優勝ができなかった。
大阪近鉄バファローズも1997年に藤井寺球場から大阪ドームに本拠地を移転した。2001年に球団OBの梨田昌孝監督の下、タフィ・ローズや中村紀洋、北川博敏（この年に阪神から移籍）などの活躍で球団最後となる12年ぶり4度目のリーグ優勝 を果たしたものの、ドーム開業当時は周辺に本来の親会社である近鉄の駅がなく、近鉄沿線から孤立してしまったため、大阪ドーム元年である1997年をピークに、翌年以降は観客動員数が伸び悩んだ。また親会社の近鉄グループの経営難も追い打ちをかけ、オリックスとの球団合併に発展し、後に2004年のプロ野球再編問題を招くことになる。

### 2000年代 改革の時代
1999年には、王貞治監督の福岡ダイエーホークスが26年ぶりのパ・リーグ優勝、さらにこの年の日本シリーズを制覇。翌2000年にもリーグ連覇を果たし、長嶋ジャイアンツとの日本シリーズは「ONシリーズ」と呼ばれるなど、パ・リーグの新盟主としての地歩を固めた。その後2003年にも生え抜きの井口資仁・松中信彦・城島健司・斉藤和巳・杉内俊哉・和田毅らを擁してパ・リーグ優勝、この年の日本シリーズの制覇を果たし、2004年・2005年もレギュラーシーズン勝率1位（プレーオフにて敗退）となるなど名実ともにリーグの中心球団となった。
また日本ハムも、2004年の北海道移転とともに球団名が「北海道日本ハムファイターズ」と改められてから2006・2007・2009年に優勝を飾り、MLBから加入の新庄剛志やトレイ・ヒルマン監督もチームの人気を牽引した。これら地域密着の経営方針を採ったチームが躍動したことで、長年「人気のセ」に後塵を拝してきたパ・リーグの観客動員は、00年代前半に向上が見られた。2001年10月からは、自由契約となった選手を対象とした「12球団合同トライアウト」が開始、また2005年からは育成選手制度がスタートした。2009年1月1日の改定日本プロフェッショナル野球協約発効に伴い、連盟事務局と直下の審判部・記録部はコミッショナー事務局、セントラル・リーグ事務局と統合され、コミッショナー直属の『審判部』『記録部』『パシフィック・リーグ運営部』となり、リーグ会長職は廃止された（セ・リーグには同様に『セントラル・リーグ運営部』がある）。

#### 2004年 プロ野球再編問題、ポストシーズン改革
2004年6月に大阪近鉄バファローズとオリックス・ブルーウェーブの合併が突如発表され、これにより、一時はリーグ存続が危ぶまれる状況となったが、ロッテオリオンズ以来27年ぶりに宮城県をフランチャイズとする球団として、楽天（東北楽天ゴールデンイーグルス）とライブドア（仙台ライブドアフェニックス）が新規参入に名乗りを挙げた。同年11月2日のオーナー会議の席上で東北楽天ゴールデンイーグルスの参入が決定、分配ドラフトを経て旧近鉄の選手の多くを草創メンバーとして発足した。また福岡ダイエーホークスも親会社であるダイエーの経営危機により、「第2の合併チーム」として、千葉ロッテマリーンズとの合併騒動に見舞われるも、同年11月30日にIT企業大手のソフトバンクに球団譲渡され、現在の「福岡ソフトバンクホークス」に改称した。
これにより、2005年以降も6球団制が維持されている。大阪近鉄バファローズの消滅により、パ・リーグ創設以来、経営母体の変更のない球団は、新加盟の東北楽天ゴールデンイーグルスのみとなった。
セ・パ両リーグは、再編問題を契機に同年から交流戦を開始した。また、2004年から2006年にかけては現在のクライマックスシリーズの先鞭となる上位3チームによるプレーオフが導入され、大差のついたリーグ終盤の興行不振（消化試合）を防止し、全てのチームが3位以内を目指して終盤まで盛り上がる仕組みを整えた。

#### パ・リーグ各球団の地域密着の主な取り組み
福岡ダイエーホークス（現：福岡ソフトバンクホークス）の成功と東北楽天ゴールデンイーグルスの誕生のほか、パ・リーグの各球団は、上述のプロ野球再編問題を教訓に様々な地域密着方針を打ち出している。
千葉ロッテマリーンズは、既に川崎から千葉に移転したのちも依然として観客動員数が伸び悩んでいたため、行政とも協力して千葉マリンスタジアムの「ボールパーク化構想」を打ち出した。また、サッカー・Jリーグのサポーターに影響された熱烈な応援（マリーンズサポーター）や独特な球団スタイルを創りあげることによって、ファンを増やすことにつなげた。その甲斐もあり、2005年にはリーグ優勝と31年ぶりに日本一に輝き、5年後の2010年にも再び日本一を達成した。
日本ハムファイターズは、2001年に札幌ドームが開業した事が転機となり、2004年にこれまでプロ野球球団の無かった北海道へ移転、球団名を北海道日本ハムファイターズに改称した。移転当初の北海道では長年巨人ファンが主体であり、新規ファンの開拓は困難とされていたが、地元マスメディアや自治体のバックアップ、移転後のファン獲得への努力により、既存層だけでなく野球に関心のなかった層の獲得に成功した。2006年には本拠地移転を契機に僅か3年で、1981年以来のリーグ優勝と1962年（東映フライヤーズ時代）以来の日本一を達成、翌2007年にはリーグV2を果たし、北海道移転後は5度のリーグ優勝（2006年・2007年・2009年・2012年・2016年）、2度の日本一（2006年・2016年）を果たしている。
東北楽天ゴールデンイーグルスも、2005年からの設立当初は2年連続最下位と苦しんだものの、2006年シーズンより野村克也が監督に就任して以降、田中将大の入団、2009年の2位及び同年CSでの健闘が注目され、ファンを開拓した。そして2011年に星野仙一監督が就任。3年目となる2013年には、球団初のパ・リーグ優勝・球団初の日本一を成し遂げた。こうして、北海道・東北においてフランチャイズ球団が地域及び球団自体に変化をもたらし、地域密着スタイルが再びクローズアップされることになった。
西武ライオンズも、経営陣が刷新された後の2008年からは、球団名に「埼玉」を掲げ、現在の埼玉西武ライオンズに改称し、西武沿線にこだわらず沿線人口の多いJR京浜東北・埼京線側の大宮公園球場でも主催試合を行うなど、地域密着の姿勢を打ち出した。

### 2010年代 ソフトバンク黄金時代
2010年代は全体で見れば秋山幸二・工藤公康両監督に率いられた福岡ソフトバンクホークスが優勝5回、日本一6回と他球団を圧倒し、シーズン・ポストシーズン通じてソフトバンクの覇権を強く印象付けた時代であった。他方、栗山英樹監督率いる北海道日本ハムファイターズのリーグ優勝2回・日本一1回、星野仙一監督率いる東北楽天ゴールデンイーグルスの2013年における球団初のリーグ優勝（田中将大が24勝0敗1SでMVP）と日本一達成、終盤には辻発彦監督率いる埼玉西武ライオンズのV2もあった。また、MLBへ多くの日本人選手を輩出した時代でもあり、パリーグからはダルビッシュ有・岩隈久志・田中将大・菊池雄星・そして二刀流で社会現象となった大谷翔平らが海を渡った。
2010年、リーグ戦の年間協賛社としてマニュライフ生命保険株式会社と提携を結ぶことを発表した。これまではクライマックスシリーズでの協賛社はあったが、年間を通しての協賛企業との締結はリーグ史上初。同社の協賛は2011年、2012年シーズンも継続した。
2010年より本塁打に限ったビデオ判定制度が導入され、その定着後の2016年シーズンからはコリジョンルールがセパ両リーグに適用が開始となり（妨害の有無・得点の成否判定は、ビデオ判定に依るところが大きい）、本塁クロスプレー時のケガ防止に役立つことともなった。また2018年からはさらに進んで、ビデオを活用したリクエスト制度も導入された。
2011年は東日本大震災の発生により電力が逼迫、開幕を両リーグとも3月25日から4月12日に順延した。
2013年はスポーツゲームを専門に携帯電話サイトを運営するモブキャストとオフィシャル協賛スポンサーを結び、リーグ戦とクライマックスシリーズを通して協賛することになった。また、「パ・リーグTV」は2013年からモブキャスト、2018年からはパーソルが協賛し冠スポンサーとなった。
2010年代、セ・パ交流戦では、勝数はすべての年でセントラル・リーグを上回り（パの671勝548敗41分）、2010年代をつうじ、優勝チームを7回輩出した。日本シリーズでも2012年を除きパの球団が9度日本一となり、特にソフトバンクは、セ・リーグ全球団を相手に日本一となった。また日本シリーズでは、2013年から2020年までパ・リーグ代表チームが8連覇となった。（内、ソフトバンクが日本一6回を占めている。）
観客動員は順調に増加。特に2019年は天皇即位に伴いGW10連休となった事も奏功して、当年の1試合平均の観客動員は初めて27,000人を突破、対2009年比では+21%増を達成した。また、三大都市圏の西武・ロッテ・オリックスよりも、地方に本拠地を置く日本ハム・ソフトバンクの観客のほうが多くなった時代でもあった。

### 2020年代
2020年から2021年にかけ、新型コロナウィルスの発生に伴い、各球場とも観客動員を大きく減らした運営を強いられた。特に2020年は6月19日まで開幕がずれ込んだ結果、120試合のみの開催で1953年以来67年ぶりの規模縮小、入場者数（206万人、昨対比▲82%）は草創期である1951年以来の少なさとなった。また、クライマックスシリーズが2020年は1stステージ（2位-3位戦）が中止となったほか、外国人選手の入国制限により、契約そのものが出来ない・契約できても来日や帰国が自由にできず、本人や家族のメンタルの問題で出場試合数を大きく減らす結果ともなった。厳しい状況を経たが、2022年4月にはロッテの佐々木朗希による13者連続奪三振と完全試合、また2023年春のWBCにおいてもパ・リーグ選手やMLB選手が、セの選手とともに大いに活躍して14年ぶりの世界一を達成し、日本国民に明るい話題を届けた。
新機軸としては、2022年12月より「現役ドラフト」が開始された。また2024年シーズンからは下部2軍リーグに静岡（ウエスタン）、新潟（イースタン）の両球団が参加した。

#### 2021年～2023年 復活のオリックス
オリックスが、投手三冠の山本由伸らの活躍により投手力を高めて暗黒期から脱出、2021年には（一時ロッテに51年ぶりのマジック点灯を許しながらも）25年ぶりのリーグ優勝を達成、2022年にはソフトバンクと同率1位での（直接対決での勝敗規定により）連覇、日本一を成し遂げた。2023年には2位に15.5差をつけた独走にてリーグV3を達成した。

## 現存する加盟球団

### 一覧
|  | 球団名                                                      | 保護地域 | 創設年度 | 本拠地球場 | チームカラー |
|  | ----------------------------------------------------------- | -------- | -------- | --- | ------------ |
|  | 北海道日本ハムファイターズ (Hokkaido Nippon-Ham Fighters)   | 北海道   | 1946年   | エスコンフィールドHOKKAIDO （北広島市、北緯42度59分23秒 東経141度32分58秒 / 北緯42.98972度 東経141.54944度）                                |              |
|  | 東北楽天ゴールデンイーグルス (Tohoku Rakuten Golden Eagles) | 宮城県   | 2005年   | 宮城球場（楽天モバイルパーク宮城） （仙台市宮城野区、北緯38度15分22.09秒 東経140度54分9.24秒 / 北緯38.2561361度 東経140.9025667度）         |              |
|  | 埼玉西武ライオンズ (Saitama Seibu Lions)                    | 埼玉県   | 1950年   | 西武ドーム（ベルーナドーム） （所沢市、北緯35度46分7.02秒 東経139度25分13.67秒 / 北緯35.7686167度 東経139.4204639度）                       |              |
|  | 千葉ロッテマリーンズ (Chiba Lotte Marines)                  | 千葉県   | 1950年   | 千葉マリンスタジアム（ZOZOマリンスタジアム） （千葉市美浜区、北緯35度38分42.42秒 東経140度1分51.05秒 / 北緯35.6451167度 東経140.0308472度） |              |
|  | オリックス・バファローズ (ORIX Buffaloes)                   | 大阪府   | 1936年   | 大阪ドーム（京セラドーム大阪） （大阪市西区、北緯34度40分9.85秒 東経135度28分34.37秒 / 北緯34.6694028度 東経135.4762139度）                 |              |
|  | 福岡ソフトバンクホークス (Fukuoka SoftBank Hawks)           | 福岡県   | 1938年   | 福岡ドーム（みずほPayPayドーム福岡） （福岡市中央区、北緯33度35分43.38秒 東経130度21分43.83秒 / 北緯33.5953833度 東経130.3621750度）        |              |

※球団表記順は野球協約の保護地域表記順

### 各球団の略年譜
| 球団名                        | 遍歴 |
| ----------------------------- | --- |
| オリックス・ バファローズ     | 1936年1月23日に阪神急行電鉄を親会社として阪急軍を結成。宝塚球場を本拠地とする 1937年、阪急西宮球場に本拠地を移転 1947年、球団名を阪急ベアーズに改称。同年シーズン中、球団名を阪急ブレーブスに改称 1988年、阪急電鉄がオリエント・リースに球団を譲渡 1989年、球団名をオリックス・ブレーブスに改称 1991年、球団名をオリックス・ブルーウェーブに改称。神戸総合運動公園野球場に本拠地を移転 2004年、シーズン終了後に大阪近鉄バファローズと合併 2005年、球団名をオリックス・バファローズに改称。暫定的に大阪ドームを本拠地に加え、ダブルフランチャイズ制をとる 2007年、大阪ドームに本拠地を一本化 |
| 福岡ソフトバンク ホークス     | 1938年3月29日に南海鉄道を親会社とした南海軍が日本野球連盟に加盟。堺大浜球場を本拠地とする 1939年、中百舌鳥球場を本拠地とする 1944年、陸上交通事業調整法による近畿日本鉄道の成立に伴い、シーズン中に球団名を近畿日本軍に改称 1946年、球団名をグレートリングに改称 1947年、近畿日本鉄道による南海電気鉄道への事業譲渡に伴い、シーズン中に球団名を南海ホークスに改称 1948年、阪神甲子園球場に本拠地を移転 1950年、大阪スタヂアムに本拠地を移転 1988年、南海電気鉄道の球団株式売却によりダイエーが経営権を持つ 1989年、球団名を福岡ダイエーホークスに改称。平和台野球場に本拠地を移転 1993年、福岡ドームに本拠地を移転 2005年、ダイエーの球団株式売却によりソフトバンクが経営権を持つ。球団名を福岡ソフトバンクホークスに改称 |
| 北海道日本ハム ファイターズ   | 1945年11月6日にセネタースが日本野球連盟に加盟 1946年、東京急行電鉄が経営権を持つ 1947年、球団名を東急フライヤーズに改称 1948年、大映野球が経営参加を表明。球団名を急映フライヤーズに改称。後楽園球場を本拠地とする 1949年、大映野球の経営撤退に伴い、球団名を再び東急フライヤーズに改称 1953年、シーズン中に駒澤野球場に本拠地を移転 1954年、東映に球団経営を委託。球団名を東映フライヤーズに改称 1962年、明治神宮野球場に本拠地を移転 1964年、後楽園球場に本拠地を再移転 1973年、東映の球団株式売却により日拓ホームが経営権を持つ。球団名を日拓ホームフライヤーズに改称 同年、シーズン終了後に日拓ホームが球団株式売却。日本ハムが経営権を持つ 1974年、球団名を日本ハムファイターズに改称 1988年、東京ドームに本拠地を移転 2004年、球団名を北海道日本ハムファイターズに改称。札幌ドームに本拠地を移転 2023年、エスコンフィールドHOKKAIDOに本拠地を移転 |
| 千葉ロッテ マリーンズ         | 1949年11月26日に毎日新聞社を親会社とした毎日オリオンズがパシフィック・リーグに加盟。後楽園球場を本拠地とする 1957年、シーズン終了後に大映ユニオンズと合併 1958年、球団名を毎日大映オリオンズに改称 1962年、シーズン中に東京スタジアムに本拠地を移転 1964年、球団名を東京オリオンズに改称 1969年、ロッテが経営参加を表明。球団名をロッテオリオンズに改称 1973年、宮城球場に本拠地を移転 1978年、川崎球場に本拠地を移転 1992年、球団名を千葉ロッテマリーンズに改称。千葉マリンスタジアムに本拠地を移転 |
| 埼玉西武 ライオンズ           | 1949年11月26日に西日本鉄道を親会社とした西鉄クリッパースがパシフィック・リーグに加盟。平和台野球場を本拠地とする 1951年、シーズン開幕前に西日本パイレーツと合併。球団名を西鉄ライオンズに改称 1972年、西日本鉄道が球団から譲渡、福岡野球が球団を買収。太平洋クラブとの提携を表明 1973年、球団名を太平洋クラブライオンズに改称 1976年、クラウンガスライターとの提携を表明 1977年、球団名をクラウンライターライオンズに改称 1978年、国土計画が球団を買収 1979年、球団名を西武ライオンズに改称。西武ライオンズ球場に本拠地を移転 1999年、西武ライオンズ球場のドーム化工事が完了。西武ドームとなる 2008年、球団名を埼玉西武ライオンズに改称 |
| 東北楽天 ゴールデンイーグルス | 2004年11月2日に楽天を親会社とした東北楽天ゴールデンイーグルスがパシフィック・リーグに加盟。宮城球場を本拠地とする |

- 親会社の企業名、本拠地の球場名はいずれも当時のもの
- 球団名の改称年は改称後の初年度シーズンを起点に表記

## 過去に存在した加盟球団
パシフィック・リーグの消滅球団と成績
| 球団名                                                                | 創設年度 | 優勝回数 | 試合 | 勝利 | 敗戦 | 引分 | 勝率 |
| --------------------------------------------------------------------- | -------- | -------- | ---- | ---- | ---- | ---- | ---- |
| 大阪近鉄バファローズ （Osaka Kintetsu Buffaloes） （1950年 - 2004年） | 1949年   | 4        | 7119 | 3261 | 3720 | 271  | .467 |
| 大映ユニオンズ （Daiei Unions） （1950年 - 1957年）                   | 1946年   | 0        | 1029 | 415  | 586  | 28   | .415 |
| 高橋ユニオンズ （Takahashi Unions） （1954年 - 1956年）               | 1954年   | 0        | 435  | 147  | 280  | 8    | .344 |

- 成績はリーグが結成された1950年以降のもの

球団名・本拠地・親会社の遍歴
| 球団名               | 遍歴 |
| -------------------- | --- |
| 大映ユニオンズ       | 1946年2月18日にゴールドスターが日本野球連盟に加盟。後楽園球場を本拠地とする 1947年、球団名を金星スターズに改称 1949年、大映が球団を買収。球団名を大映スターズに改称 1957年、シーズン開幕前に高橋ユニオンズと合併。球団名を大映ユニオンズに改称 同年、シーズン終了後に毎日オリオンズと合併。合併球団名は毎日大映オリオンズとなる |
| 大阪近鉄バファローズ | 1949年11月26日に近畿日本鉄道を親会社とした近鉄パールスがパシフィック・リーグに加盟。藤井寺球場を本拠地とする 1950年、シーズン中に大阪スタヂアムに本拠地を移転 1958年、日本生命球場に本拠地を移転 1959年、球団名を近鉄バファローに改称 1962年、球団名を近鉄バファローズに改称 1984年、藤井寺球場に本拠地を再移転 1997年、大阪ドームに本拠地を移転 1999年、球団名を大阪近鉄バファローズに改称 2004年、シーズン終了後にオリックス・ブルーウェーブと合併。合併球団名はオリックス・バファローズとなる |
| 高橋ユニオンズ       | 1954年2月4日に高橋ユニオンズがパシフィック・リーグに加盟。川崎球場を本拠地とする 1955年、トンボ鉛筆との提携を表明。球団名をトンボユニオンズに改称 1956年、トンボ鉛筆の経営撤退に伴い、球団名を再び高橋ユニオンズに改称 1957年、シーズン開幕前に大映スターズと合併。合併球団名は大映ユニオンズとなる |

- 親会社の企業名、本拠地の球場名はいずれも当時のもの
- 球団名の改称年は改称後の初年度シーズンを起点に表記

## 試合方式

### 総当り回数
1952年のフランチャイズ（ホームタウン）制度が採用された後はホーム・アンド・アウェー方式で、原則それぞれ半分ずつの試合を行う。
| 年度      | 年度      | 試合数 | 内訳     | 内訳   | プレーオフ     | 備考   |
| 年度      | 年度      | 試合数 | リーグ戦 | 交流戦 | プレーオフ     | 備考   |
| --------- | --------- | ------ | -------- | ------ | -------------- | ------ |
| 1950-1951 | 1950-1951 | 120    | 20×6     | -      | -              |        |
| 1952      | 予選      | 108    | 18×6     | -      | -              | ※1     |
| 1952      | 決勝      | 12     | 4×3      | -      | -              | ※1     |
| 1953      | 1953      | 120    | 20×6     | -      | -              |        |
| 1954-1955 | 1954-1955 | 140    | 20×7     | -      | -              |        |
| 1956      | 1956      | 154    | 22×7     | -      | -              |        |
| 1957      | 1957      | 132    | 22×6     | -      | -              |        |
| 1958-1960 | 1958-1960 | 130    | 26×5     | -      | -              |        |
| 1961      | 1961      | 140    | 28×5     | -      | -              |        |
| 1962      | 1962      | 130    | 26×5     | -      | -              |        |
| 1963-1964 | 1963-1964 | 150    | 30×5     | -      | -              |        |
| 1965      | 1965      | 140    | 28×5     | -      | -              |        |
| 1966-1972 | 1966-1972 | 130    | 26×5     | -      | -              |        |
| 1973-1982 | 1973-1982 | 130    | 26×5     | -      | 5戦3勝制       | ※2     |
| 1983-1996 | 1983-1996 | 130    | 26×5     | -      | -              |        |
| 1997-2000 | 1997-2000 | 135    | 27×5     | -      | -              | ※3     |
| 2001-2003 | 2001-2003 | 140    | 28×5     | -      | -              |        |
| 2004      | 2004      | 135    | 27×5     | -      | 上位3チーム    | ※3     |
| 2005-2006 | 2005-2006 | 136    | 20×5     | 6×6    | 上位3チーム    |        |
| 2007-2014 | 2007-2014 | 144    | 24×5     | 4×6    | クライマックス |        |
| 2015-2019 | 2015-2019 | 143    | 25×5     | 3×6    | クライマックス | ※3、※4 |
| 2020      | 2020      | 120    | 24×5     | -      | 4戦3勝制       |        |
| 2021-     | 2021-     | 143    | 25×5     | 3×6    | クライマックス | ※3、※4 |

※1：1952年度については決勝リーグ進出チームは予選と合せて120試合戦った。また最終順位の変動をきたす恐れのある試合については再試合をするという取り決めがあった。

※2：1973年 - 1982年については2期制で前後期合わせて130試合戦った。また前後期各ステージ優勝チームによる5戦3勝制の決勝戦をするという取り決めがあった。

※3：1997年 - 2000年と2004年、2015年 - 2019年、2021年以降はリーグ間の対戦は総当りが奇数回となるため、対戦カードのどちらか一方がホームゲームを1試合多く行う形（1997年 - 2000年、2004年は14試合、2015年以降は13試合）である。なおその1試合増加分のホームチームは、2004年を除いて2年単位で隔年入れ替え制である。

※4：2015年以降のセ・パ交流戦は3回総当たりであるため、対戦カードごとに隔年でホームチームを入れ替える。
引き分けに関する扱い
- 引き分け再試合制度実施年：1952年、1955年、1959年 - 1960年、1962年、1966年 - 1968年
- 引き分けを0.5勝0.5敗で勝率計算した年：1956年 - 1958年、1961年

上記が規定上の対戦回数であるが、諸事情により公式戦を一部中止した年度がある。
- 1951年：同年10月20日より開催の日米野球に伴う日程上の都合で同月7日限りでペナントレースを打ち切り。
- 2004年：選手会が球団合併凍結などを求めたプロ野球ストライキを9月18日と19日に決行したため、同日に予定されていた全試合を中止。
- 2020年：新型コロナウイルス感染拡大の影響で開幕が約3ヶ月延期となり、シーズン日程を再考。交流戦が中止となるなど一部日程が変更され、当初の143試合から120試合に試合数を削減。

### 同一勝率発生時の順位決定方法
現行プレーオフが採用された2004年以後は以下の通りに順位を定める。
1. レギュラーシーズン全試合を通しての勝率（2022年：143試合）
2. 同勝率の当該球団間の対戦時の勝率
3. パ・リーグ参加球団（2022年：6チーム・125試合）の対戦成績における勝率
4. 前年度の順位の高い順番

### 指名打者制度
1975年のシーズンから、指名打者制度（DH制）が採用されている。

### 時間・回数制限
| 年              | 内容 |
| --------------- | --- |
| 1950年 - 1951年 | シングルの場合は時間・回数制限なし（デーゲームの場合日没まで） ダブルヘッダー第1試合の延長は原則として12回。ただしナイトゲーム（薄暮含む）は9回まで |
| 1952年          | 変則ダブルヘッダー第1試合は9回まで。それ以外は時間・回数無制限 |
| 1953年          | シングルでのデーゲームの場合は時間・回数制限なし。（日没まで。以後1970年まで同じ） 変則ダブルヘッダー第1試合は12回まで。ナイトゲームは23:45を過ぎて次のイニングに入らない |
| 1954年          | ダブルヘッダー第1試合は延長12回まで（回数制限は1958年まで同じ） ナイトゲームは22:45を過ぎて次のイニングに入らない |
| 1955年 - 1958年 | ナイトゲームは22:15を過ぎて次のイニングに入らない |
| 1959年 - 1960年 | ダブルヘッダー第1試合は9回まで（延長戦なし） ナイトゲームは22:30を過ぎて次のイニングに入らない（時間制限は1964年まで同じ） |
| 1961年 - 1964年 | ダブルヘッダー第1試合は延長12回まで（回数制限は1965年も同じ） |
| 1965年          | ナイトゲームは22:15を過ぎて次のイニングに入らない（時間制限は1967年まで同じ） |
| 1966年 - 1967年 | ダブルヘッダー第1試合は延長11回まで |
| 1968年 - 1970年 | ダブルヘッダー第1試合は延長12回まで ナイトゲームは22:20を過ぎて次のイニングに入らない |
| 1971年 - 1973年 | ダブルヘッダー第1試合は延長11回まで それ以外の試合（ダブルヘッダー第2試合含む）は試合開始から3時間20分を過ぎて次のイニングに入らない。ただし、以下の規定がある (1)：19:00以後開始の場合は経過時間に関係なく22:20を過ぎて次のイニングに入らない (2)：9回を満たさずに時間制限が来た場合であっても、9回までは必ず試合する |
| 1974年 - 1987年 | ダブルヘッダー第1試合は9回まで それ以外の試合は原則として試合開始から3時間を経過して次のイニングに入らない。ただし、以下の規定がある (1)：19:00以後開始の試合は経過時間に関係なく22:00を過ぎて次のイニングに入らない (2)：9回を満たさずに時間制限が来た場合であっても、9回までは必ず試合する                           |
| 1988年 - 1989年 | ダブルヘッダー第1試合は9回。それ以外は原則として延長12回まで。ただし、以下の規定がある (1)：試合開始（開始時刻にかかわらず）から4時間を経過した場合は12回に満たなくても次のイニングに入らない (2)：9回を満たさずに時間制限が来た場合であっても、9回までは必ず試合する                                                  |
| 1990年 - 1993年 | 延長12回まで。ただし、以下の規定がある (1)：試合開始（開始時刻にかかわらず）から4時間を経過した場合は12回に満たなくても次のイニングに入らない (2)：9回を満たさずに時間制限が来た場合であっても、9回までは必ず試合する                                                                                                  |
| 1994年 - 2010年 | 延長12回まで、時間制限なし |
| 2011年 - 2012年 | 延長12回まで。ただし、東日本大震災に伴う節電対策として以下の規定がある (1)：試合開始から3時間30分（雨天等による中断時間も含む）が経過した場合は次のイニングに入らない (2)：9回を満たさずに時間制限が来た場合であっても、9回までは必ず試合する ※ただしクライマックスシリーズでは時限なし。                              |
| 2013年 - 2019年 | 延長12回まで、時間制限なし |
| 2020年          | 延長10回まで、時間制限なし。 |
| 2021年          | 延長なし、時間制限なし。 |
| 2022年          | 延長12回まで、時間制限なし |

### 備考
1952年度は予選リーグ終了後、上位4チームによる決勝リーグを開催した。
1973年 - 1982年度は前後期の2シーズン制とし、各ステージの優勝チームによるプレーオフ（5戦3勝制）で年間優勝チームを決定した。
2004年 - 2006年度は予選リーグの上位3チームがトーナメント式のプレーオフを行った。詳細はプレーオフ制度 (日本プロ野球)#勝率1位・2位・3位によるプレーオフ（2004年 - 2006年のパ・リーグ）の項を参照。
通期の勝率1位にもかかわらずV逸した例は、上記の要因によるもの（1973年阪急・1975年近鉄・1979年阪急・1982年日本ハム・2004年ダイエー・2005年ソフトバンク）と、勝率1位タイであるが直接対戦成績のレギュレーションにより2位となった2022年ソフトバンクの7例がある。

### プレーオフ制度導入の背景
プレーオフ制度 (日本プロ野球)も参照の事。
1952年
プロ野球の場合は、サッカーなど他の球技のような2部リーグが存在しないので、優勝争いが絞られる後半戦は、優勝争いに関係のない消化試合は観客動員数が大幅に減ってしまい、試合の質も落としてしまうことが課題となった。そこで1952年シーズンに、7チームで18回総当り・108試合の予選リーグを行った後で上位4チームが4回総当り・12試合の決勝リーグを行って優勝を決める方式を取り入れた。
しかし、上位4チームの成績は予選・決勝を合わせた120試合の通算成績で争うものだったために予選落ちの下位3チームとの比較が出来ず、また予選落ちの球団から予選リーグ終了後は試合がないことで「置き去りにされた感じがした」などの批判が出たため、1年で取りやめとなってしまった。
1973年 - 1982年
1973年には2シーズン（前後期）制を採用。年間130試合（当時）のペナントレースを4-6月の前期ステージと7-9月の後期ステージ、それぞれ65試合ずつに分けることにして、前期・後期各ステージ優勝チームによる5戦3勝制の決勝戦（プレーオフ）で優勝を決める方式を取り入れた。それぞれのステージごとの優勝争い、そしてプレーオフと1年で3つのクライマックス（山場）を設けて観客動員の確保に努めようという考えである。
導入当初は概ね好評で観客動員が比較的よく入ったが、日程面での課題もあった（前期が終了しないうちに後期が始まってしまったため、後期終了後に前期の未消化試合をこなすことがしばしば見られた）。
1973年度のペナントレースは、雨天中止になった場合の予備日程を確保するという名目で、前期終了から後期の開幕まで約2週間ものインターバルを取ったことがあった。しかし日程が余りにも空きすぎるとして翌1974年からインターバルをなくした連続開催形式での日程に変更している。また従来の半分の試合数で優勝が決まってしまうため、結果として消化試合が増加する（更に極端な話、前期優勝したチームは後期全ての試合を消化試合に出来てしまう）という問題もあった。
1980年代に入ると極端に観客動員が減少してしまったため2シーズン制を行う意義が薄れたとして1982年度の大会を最後にそれを打ち切った。
なお、前後期制については1962年のオフにも「営業的にプラスが見込める」としてリーグ理事会で導入を検討したことがあったが、日程作成の困難を理由に見送りとなった。
1983年 - 1985年
1983年から2シーズン制に代えて変則1シーズン制を導入することとなった。これはいわば2シーズン制と通常の1シーズン制（同勝率の場合にのみプレーオフを行う）の中間に位置する折衷案として企画されたもので、130試合終了時に1位と2位のゲーム差が5ゲーム以内である場合、5戦3勝制を原則としたプレーオフを行うというものだった。但し勝率の計算はプレーオフを含めた成績ではじき出すため、1位のチームが1勝した後、2位のチームが残り4試合に全勝しても勝率が1位のチームに届かない場合はその時点で1位チームの優勝となるといった複雑なルールがあった。
しかし、実際には優勝した各チーム（83年、85年は西武、84年は阪急）が2位以下に大差を付けて圧倒的な優勝を決めたことからプレーオフの実施には至らず、この制度は1度も実施されぬまま廃止となり、「幻のプレーオフ」といわれた。
2004年 - 2006年
その後セ・リーグ同様に通常の1シーズン制に戻して開催することとなったが、シーズンによっては独走で1位チームが優勝することもあり、前述のように試合の質を落とす懸念から2004年シーズンに上位3チームによるトーナメント方式のプレーオフ制度が導入された。このときは、第1ステージ勝ち上がりチームが日本シリーズに出場した場合、そのチームがリーグ優勝チームという扱いであった。
しかしこの制度に関しても、1位通過チームに対する第2ステージのアドバンテージ（2005年度までは1位チームと第1ステージ勝ち上がりチームのレギュラーシーズンのゲーム差が5ゲーム以上付いていた場合、1位チームに1勝分のアドバンテージが与えられる）の扱いや、2005年に「勝ってしまうと3位チームがプレーオフに出場できない」という事態が発生した（詳細はプレーオフ制度内の脚注参照）ことなどから、2006年度は以下のようにルールを改正した。
1. 1位通過チームはゲーム差に関係なく、第2ステージのアドバンテージ1勝分を与える。
2. 1位通過チームが複数同率で発生した場合でも第1ステージを行う。その場合、同率1位チームの当該チーム間のその年度の対戦成績の勝ち越しチーム（同数は前年度の順位を参考）を1位と見なし、2位扱いのチームと3位チームとで第1ステージを行うこととする。
3. また、第2ステージの第3・4戦は、第1ステージ勝ち上がりチームのホームスタジアムを使用して行うことにする。

2007年 - 現在
クライマックスシリーズを参照。但しレギュラーシーズンの優勝とは関係が無いため、上記のプレーオフとは性質が異なる。

### 試合開催可否の決定権
雨天など自然災害による開催可否の決定権は、原則として8月下旬ごろまでは、試合開始前のメンバー交換までであればその試合の主管球団側、それ以後は審判団の判断となるが、終盤以後はその決定権が、メンバー交換の前後を問わず、連盟側に移動する。これを連盟特別管理試合という。 2020-23年度はCovid-19により、選手のコロナ罹患の可能性がある場合を想定し、全試合が連盟特別管理試合だった

## 結果
- 年度背景桃色は日本シリーズ優勝。*は左のチームと同率順位
- 1973年 - 1982年の二期制時代と2004年 - 2006年のパシフィック・リーグ プレーオフ実施時代は、プレーオフ勝利チームが優勝チームとなったため、レギュラーシーズン勝率1位のチームが優勝ではない年がある。
- 1973年 - 1982年の二期制時代の★印は前期優勝チーム、☆印は後期優勝チーム。
- 2006年までは優勝チームが日本シリーズに出場。クライマックスシリーズ導入後の2007年以降の日本シリーズ出場チームは太字で示す。

| 年度                                | 優勝       | 勝 | 敗 | 分 | 2位        | 勝 | 敗 | 分 | 3位        | 勝 | 敗 | 分 | 4位        | 勝 | 敗 | 分 | 5位        | 勝 | 敗 | 分 | 6位        | 勝 | 敗  | 分 | 7位  | 勝 | 敗 | 分 | 8位    | 勝 | 敗 | 分 |
| ----------------------------------- | ---------- | -- | -- | -- | ---------- | -- | -- | -- | ---------- | -- | -- | -- | ---------- | -- | -- | -- | ---------- | -- | -- | -- | ---------- | -- | --- | -- | ---- | -- | -- | -- | ------ | -- | -- | -- |
| 1950                                | 毎日       | 81 | 34 | 5  | 南海       | 66 | 49 | 5  | 大映       | 62 | 54 | 4  | 阪急       | 54 | 64 | 2  | 西鉄       | 51 | 67 | 2  | 東急       | 51 | 69  |    | 近鉄 | 44 | 72 | 4  |        |    |    |    |
| 1951                                | 南海       | 72 | 24 | 8  | 西鉄       | 53 | 42 | 10 | 毎日       | 54 | 51 | 5  | 大映       | 41 | 52 | 8  | 阪急       | 37 | 51 | 8  | 東急       | 38 | 56  | 8  | 近鉄 | 37 | 56 | 5  |        |    |    |    |
| 1952                                | 南海       | 76 | 44 | 1  | 毎日       | 75 | 45 |    | 西鉄       | 67 | 52 | 1  | 大映       | 55 | 65 | 1  | 阪急       | 49 | 58 | 1  | 東急       | 49 | 59  |    | 近鉄 | 30 | 78 |    |        |    |    |    |
| 1953                                | 南海       | 71 | 48 | 1  | 阪急       | 67 | 52 | 1  | 大映       | 63 | 53 | 4  | 西鉄       | 57 | 61 | 2  | 毎日       | 56 | 62 | 2  | 東急       | 50 | 67  | 3  | 近鉄 | 48 | 69 | 3  |        |    |    |    |
| 1954                                | 西鉄       | 90 | 47 | 3  | 南海       | 91 | 49 |    | 毎日       | 79 | 57 | 4  | 近鉄       | 74 | 63 | 3  | 阪急       | 66 | 70 | 4  | 高橋       | 53 | 84  | 3  | 東映 | 52 | 86 | 2  | 大映   | 43 | 92 | 5  |
| 1955                                | 南海       | 99 | 41 | 3  | 西鉄       | 90 | 50 | 4  | 毎日       | 85 | 55 | 2  | 阪急       | 80 | 60 | 2  | 近鉄       | 60 | 80 | 2  | 大映       | 53 | 87  | 1  | 東映 | 51 | 89 | 3  | トンボ | 42 | 98 | 1  |
| 1956                                | 西鉄       | 96 | 51 | 7  | 南海       | 96 | 52 | 6  | 阪急       | 88 | 64 | 2  | 毎日       | 84 | 66 | 4  | 近鉄       | 68 | 82 | 4  | 東映       | 58 | 92  | 4  | 大映 | 57 | 94 | 3  | 高橋   | 52 | 98 | 4  |
| 1957                                | 西鉄       | 83 | 44 | 5  | 南海       | 78 | 53 | 1  | 毎日       | 75 | 52 | 5  | 阪急       | 71 | 55 | 6  | 東映       | 56 | 73 | 3  | 近鉄       | 44 | 82  | 6  | 大映 | 41 | 89 | 2  |        |    |    |    |
| 1958                                | 西鉄       | 78 | 47 | 5  | 南海       | 77 | 48 | 5  | 阪急       | 73 | 51 | 6  | 大毎       | 62 | 63 | 5  | 東映       | 57 | 70 | 3  | 近鉄       | 29 | 97  | 4  |      |    |    |    |        |    |    |    |
| 1959                                | 南海       | 88 | 42 | 4  | 大毎       | 82 | 48 | 6  | 東映       | 67 | 63 | 5  | 西鉄       | 66 | 64 | 14 | 阪急       | 48 | 82 | 4  | 近鉄       | 39 | 91  | 3  |      |    |    |    |        |    |    |    |
| 1960                                | 大毎       | 82 | 48 | 3  | 南海       | 78 | 52 | 6  | 西鉄       | 70 | 60 | 6  | 阪急       | 65 | 65 | 6  | 東映       | 52 | 78 | 2  | 近鉄       | 43 | 87  | 1  |      |    |    |    |        |    |    |    |
| 1961                                | 南海       | 85 | 49 | 6  | 東映       | 83 | 52 | 5  | 西鉄       | 81 | 56 | 3  | 大毎       | 72 | 66 | 2  | 阪急       | 53 | 84 | 3  | 近鉄       | 36 | 103 | 1  |      |    |    |    |        |    |    |    |
| 1962                                | 東映       | 78 | 52 | 3  | 南海       | 73 | 57 | 3  | 西鉄       | 62 | 68 | 6  | 大毎       | 60 | 70 | 2  | 阪急*      | 60 | 70 | 1  | 近鉄       | 57 | 73  | 1  |      |    |    |    |        |    |    |    |
| 1963                                | 西鉄       | 86 | 60 | 4  | 南海       | 85 | 61 | 4  | 東映       | 76 | 71 | 3  | 近鉄       | 74 | 73 | 3  | 大毎       | 64 | 85 | 1  | 阪急       | 57 | 92  | 1  |      |    |    |    |        |    |    |    |
| 1964                                | 南海       | 84 | 63 | 3  | 阪急       | 79 | 65 | 6  | 東映       | 78 | 68 | 4  | 東京       | 77 | 68 | 5  | 西鉄       | 63 | 81 | 6  | 近鉄       | 55 | 91  | 4  |      |    |    |    |        |    |    |    |
| 1965                                | 南海       | 88 | 49 | 3  | 東映       | 76 | 61 | 3  | 西鉄       | 72 | 64 | 4  | 阪急       | 67 | 71 | 2  | 東京       | 62 | 74 | 4  | 近鉄       | 46 | 92  | 2  |      |    |    |    |        |    |    |    |
| 1966                                | 南海       | 79 | 51 | 3  | 西鉄       | 75 | 55 | 8  | 東映       | 70 | 60 | 6  | 東京       | 61 | 69 | 4  | 阪急       | 57 | 73 | 4  | 近鉄       | 48 | 82  | 3  |      |    |    |    |        |    |    |    |
| 1967                                | 阪急       | 75 | 55 | 4  | 西鉄       | 66 | 64 | 10 | 東映       | 65 | 65 | 4  | 南海       | 64 | 66 | 3  | 東京       | 61 | 69 | 7  | 近鉄       | 59 | 71  | 2  |      |    |    |    |        |    |    |    |
| 1968                                | 阪急       | 80 | 50 | 4  | 南海       | 79 | 51 | 6  | 東京       | 67 | 63 | 9  | 近鉄       | 57 | 73 | 5  | 西鉄       | 56 | 74 | 3  | 東映       | 51 | 79  | 5  |      |    |    |    |        |    |    |    |
| 1969                                | 阪急       | 76 | 50 | 4  | 近鉄       | 73 | 51 | 6  | ロッテ     | 69 | 54 | 7  | 東映       | 57 | 70 | 3  | 西鉄       | 51 | 75 | 4  | 南海       | 50 | 76  | 4  |      |    |    |    |        |    |    |    |
| 1970                                | ロッテ     | 80 | 47 | 3  | 南海       | 69 | 57 | 4  | 近鉄       | 65 | 59 | 6  | 阪急       | 64 | 64 | 2  | 東映       | 54 | 70 | 6  | 西鉄       | 43 | 78  | 9  |      |    |    |    |        |    |    |    |
| 1971                                | 阪急       | 80 | 39 | 11 | ロッテ     | 80 | 46 | 4  | 近鉄       | 65 | 60 | 5  | 南海       | 61 | 65 | 4  | 東映       | 44 | 74 | 12 | 西鉄       | 38 | 84  | 8  |      |    |    |    |        |    |    |    |
| 1972                                | 阪急       | 80 | 48 | 2  | 近鉄       | 64 | 60 | 6  | 南海       | 65 | 61 | 4  | 東映       | 63 | 61 | 6  | ロッテ     | 59 | 68 | 3  | 西鉄       | 47 | 80  | 3  |      |    |    |    |        |    |    |    |
| 二期制開始                          |            |    |    |    |            |    |    |    |            |    |    |    |            |    |    |    |            |    |    |    |            |    |     |    |      |    |    |    |        |    |    |    |
| 1973                                | ★南海      | 68 | 58 | 4  | ☆阪急      | 77 | 48 | 5  | ロッテ     | 70 | 49 | 11 | 太平洋     | 59 | 64 | 7  | 日拓       | 55 | 69 | 6  | 近鉄       | 42 | 83  | 5  |      |    |    |    |        |    |    |    |
| 1974                                | ☆ロッテ    | 69 | 50 | 11 | ★阪急      | 69 | 51 | 10 | 南海       | 59 | 55 | 16 | 太平洋     | 59 | 64 | 7  | 近鉄       | 56 | 66 | 8  | 日本ハム   | 49 | 75  | 6  |      |    |    |    |        |    |    |    |
| 1975                                | ★阪急      | 64 | 59 | 7  | ☆近鉄      | 71 | 50 | 9  | 太平洋     | 58 | 62 | 10 | ロッテ     | 59 | 65 | 6  | 南海       | 57 | 65 | 8  | 日本ハム   | 55 | 63  | 12 |      |    |    |    |        |    |    |    |
| 1976                                | ★☆阪急     | 79 | 45 | 6  | 南海       | 71 | 56 | 3  | ロッテ     | 63 | 56 | 11 | 近鉄       | 57 | 66 | 7  | 日本ハム   | 52 | 67 | 11 | 太平洋     | 44 | 76  | 10 |      |    |    |    |        |    |    |    |
| 1977                                | ★阪急      | 69 | 51 | 10 | 南海       | 63 | 55 | 12 | ☆ロッテ    | 60 | 57 | 13 | 近鉄       | 59 | 61 | 10 | 日本ハム   | 58 | 61 | 11 | クラウン   | 49 | 73  | 8  |      |    |    |    |        |    |    |    |
| 1978                                | ★☆阪急     | 82 | 39 | 9  | 近鉄       | 71 | 46 | 13 | 日本ハム   | 55 | 63 | 12 | ロッテ     | 53 | 62 | 15 | クラウン   | 51 | 67 | 12 | 南海       | 42 | 77  | 11 |      |    |    |    |        |    |    |    |
| 1979                                | ★近鉄      | 74 | 45 | 11 | ☆阪急      | 75 | 44 | 11 | 日本ハム   | 63 | 60 | 7  | ロッテ     | 55 | 63 | 12 | 南海       | 46 | 73 | 11 | 西武       | 45 | 73  | 12 |      |    |    |    |        |    |    |    |
| 1980                                | ☆近鉄      | 68 | 54 | 8  | ★ロッテ    | 64 | 51 | 15 | 日本ハム   | 66 | 53 | 11 | 西武       | 62 | 64 | 4  | 阪急       | 58 | 67 | 5  | 南海       | 48 | 77  | 5  |      |    |    |    |        |    |    |    |
| 1981                                | ☆日本ハム  | 68 | 54 | 8  | 阪急       | 68 | 58 | 4  | ★ロッテ    | 63 | 57 | 10 | 西武       | 61 | 61 | 8  | 南海       | 53 | 65 | 12 | 近鉄       | 54 | 72  | 4  |      |    |    |    |        |    |    |    |
| 1982                                | ★西武      | 68 | 58 | 4  | ☆日本ハム  | 67 | 52 | 11 | 近鉄       | 63 | 57 | 10 | 阪急       | 62 | 60 | 8  | ロッテ     | 54 | 69 | 7  | 南海       | 53 | 71  | 6  |      |    |    |    |        |    |    |    |
| 二期制終了                          |            |    |    |    |            |    |    |    |            |    |    |    |            |    |    |    |            |    |    |    |            |    |     |    |      |    |    |    |        |    |    |    |
| 1983                                | 西武       | 86 | 40 | 4  | 阪急       | 67 | 55 | 8  | 日本ハム   | 64 | 59 | 7  | 近鉄       | 52 | 65 | 13 | 南海       | 52 | 69 | 9  | ロッテ     | 43 | 76  | 11 |      |    |    |    |        |    |    |    |
| 1984                                | 阪急       | 75 | 45 | 10 | ロッテ     | 64 | 51 | 15 | 西武       | 62 | 61 | 7  | 近鉄       | 58 | 61 | 11 | 南海       | 53 | 65 | 12 | 日本ハム   | 44 | 73  | 13 |      |    |    |    |        |    |    |    |
| 1985                                | 西武       | 79 | 45 | 6  | ロッテ     | 64 | 60 | 6  | 近鉄       | 63 | 60 | 7  | 阪急       | 64 | 61 | 5  | 日本ハム   | 53 | 65 | 12 | 南海       | 44 | 76  | 10 |      |    |    |    |        |    |    |    |
| 1986                                | 西武       | 68 | 49 | 13 | 近鉄       | 66 | 52 | 12 | 阪急       | 63 | 57 | 10 | ロッテ     | 57 | 64 | 9  | 日本ハム   | 57 | 65 | 8  | 南海       | 49 | 73  | 8  |      |    |    |    |        |    |    |    |
| 1987                                | 西武       | 71 | 45 | 14 | 阪急       | 64 | 56 | 10 | 日本ハム   | 63 | 60 | 7  | 南海       | 57 | 63 | 10 | ロッテ     | 51 | 65 | 14 | 近鉄       | 52 | 69  | 9  |      |    |    |    |        |    |    |    |
| 1988                                | 西武       | 73 | 51 | 6  | 近鉄       | 74 | 52 | 4  | 日本ハム   | 62 | 65 | 3  | 阪急       | 60 | 68 | 2  | 南海       | 58 | 71 | 1  | ロッテ     | 54 | 74  | 2  |      |    |    |    |        |    |    |    |
| 1989                                | 近鉄       | 71 | 54 | 5  | オリックス | 72 | 55 | 3  | 西武       | 69 | 53 | 8  | ダイエー   | 59 | 64 | 7  | 日本ハム   | 54 | 73 | 3  | ロッテ     | 48 | 74  | 8  |      |    |    |    |        |    |    |    |
| 1990                                | 西武       | 81 | 45 | 4  | オリックス | 69 | 57 | 4  | 近鉄       | 67 | 60 | 3  | 日本ハム   | 66 | 63 | 1  | ロッテ     | 57 | 71 | 2  | ダイエー   | 41 | 85  | 4  |      |    |    |    |        |    |    |    |
| 1991                                | 西武       | 81 | 43 | 6  | 近鉄       | 77 | 48 | 5  | オリックス | 64 | 63 | 3  | 日本ハム   | 53 | 72 | 5  | ダイエー   | 53 | 73 | 4  | ロッテ     | 48 | 77  | 5  |      |    |    |    |        |    |    |    |
| 1992                                | 西武       | 80 | 47 | 3  | 近鉄       | 74 | 50 | 6  | オリックス | 61 | 64 | 5  | ダイエー   | 57 | 72 | 1  | 日本ハム   | 54 | 73 | 3  | ロッテ     | 54 | 74  | 2  |      |    |    |    |        |    |    |    |
| 1993                                | 西武       | 74 | 53 | 3  | 日本ハム   | 71 | 52 | 7  | オリックス | 70 | 56 | 4  | 近鉄       | 66 | 59 | 5  | ロッテ     | 51 | 77 | 2  | ダイエー   | 45 | 80  | 5  |      |    |    |    |        |    |    |    |
| 1994                                | 西武       | 76 | 52 | 2  | オリックス | 68 | 59 | 3  | 近鉄       | 68 | 59 | 3  | ダイエー   | 69 | 60 | 1  | ロッテ     | 55 | 73 | 2  | 日本ハム   | 46 | 79  | 5  |      |    |    |    |        |    |    |    |
| 1995                                | オリックス | 82 | 47 | 1  | ロッテ     | 69 | 58 | 3  | 西武       | 67 | 57 | 6  | 日本ハム   | 59 | 68 | 4  | ダイエー   | 54 | 72 | 4  | 近鉄       | 49 | 78  | 3  |      |    |    |    |        |    |    |    |
| 1996                                | オリックス | 74 | 50 | 6  | 日本ハム   | 68 | 58 | 4  | 西武       | 62 | 64 | 4  | 近鉄       | 62 | 67 | 1  | ロッテ     | 60 | 67 | 3  | ダイエー   | 54 | 74  | 2  |      |    |    |    |        |    |    |    |
| 1997                                | 西武       | 76 | 56 | 3  | オリックス | 71 | 61 | 3  | 近鉄       | 68 | 63 | 4  | 日本ハム   | 63 | 71 | 1  | ダイエー*  | 63 | 71 | 1  | ロッテ     | 57 | 76  | 2  |      |    |    |    |        |    |    |    |
| 1998                                | 西武       | 70 | 61 | 4  | 日本ハム   | 67 | 65 | 3  | オリックス | 67 | 67 | 1  | ダイエー*  | 66 | 66 | 3  | 近鉄       | 66 | 67 | 2  | ロッテ     | 61 | 71  | 3  |      |    |    |    |        |    |    |    |
| 1999                                | ダイエー   | 78 | 54 | 3  | 西武       | 75 | 59 | 1  | オリックス | 68 | 65 | 2  | ロッテ     | 63 | 70 | 2  | 日本ハム   | 60 | 73 | 2  | 近鉄       | 54 | 77  | 4  |      |    |    |    |        |    |    |    |
| 2000                                | ダイエー   | 73 | 60 | 2  | 西武       | 69 | 61 | 5  | 日本ハム   | 69 | 65 | 1  | オリックス | 64 | 67 | 4  | ロッテ     | 62 | 67 | 6  | 近鉄       | 58 | 75  | 2  |      |    |    |    |        |    |    |    |
| 2001                                | 近鉄       | 78 | 60 | 2  | ダイエー   | 76 | 63 | 1  | 西武       | 73 | 67 |    | オリックス | 70 | 66 | 4  | ロッテ     | 64 | 74 | 2  | 日本ハム   | 53 | 84  | 3  |      |    |    |    |        |    |    |    |
| 2002                                | 西武       | 90 | 49 | 1  | 近鉄       | 73 | 65 | 2  | ダイエー*  | 73 | 65 | 2  | ロッテ     | 67 | 72 | 1  | 日本ハム   | 61 | 76 | 3  | オリックス | 50 | 87  | 3  |      |    |    |    |        |    |    |    |
| 2003                                | ダイエー   | 82 | 55 | 3  | 西武       | 77 | 61 | 2  | 近鉄       | 74 | 64 | 2  | ロッテ     | 68 | 69 | 3  | 日本ハム   | 62 | 74 | 4  | オリックス | 48 | 88  | 4  |      |    |    |    |        |    |    |    |
| パシフィック・リーグ プレーオフ開始 |            |    |    |    |            |    |    |    |            |    |    |    |            |    |    |    |            |    |    |    |            |    |     |    |      |    |    |    |        |    |    |    |
| 2004                                | 西武       | 74 | 58 | 1  | ダイエー   | 77 | 52 | 4  | 日本ハム   | 66 | 65 | 2  | ロッテ     | 65 | 65 | 3  | 近鉄       | 61 | 70 | 2  | オリックス | 49 | 82  | 2  |      |    |    |    |        |    |    |    |
| 2005                                | ロッテ     | 84 | 49 | 3  | ソフトB    | 89 | 45 | 2  | 西武       | 67 | 69 |    | オリックス | 62 | 70 | 4  | 日本ハム   | 62 | 71 | 3  | 楽天       | 38 | 97  | 1  |      |    |    |    |        |    |    |    |
| 2006                                | 日本ハム   | 82 | 54 |    | 西武       | 80 | 54 | 2  | ソフトB    | 75 | 56 | 5  | ロッテ     | 65 | 70 | 1  | オリックス | 52 | 81 | 3  | 楽天       | 47 | 85  | 4  |      |    |    |    |        |    |    |    |
| クライマックスシリーズ開始          |            |    |    |    |            |    |    |    |            |    |    |    |            |    |    |    |            |    |    |    |            |    |     |    |      |    |    |    |        |    |    |    |
| 2007                                | 日本ハム   | 79 | 60 | 5  | ロッテ     | 76 | 61 | 7  | ソフトB    | 73 | 66 | 5  | 楽天       | 67 | 75 | 2  | 西武       | 66 | 76 | 2  | オリックス | 62 | 77  | 5  |      |    |    |    |        |    |    |    |
| 2008                                | 西武       | 76 | 64 | 4  | オリックス | 75 | 68 | 1  | 日本ハム   | 73 | 69 | 2  | ロッテ     | 73 | 70 | 1  | 楽天       | 65 | 76 | 3  | ソフトB    | 64 | 77  | 3  |      |    |    |    |        |    |    |    |
| 2009                                | 日本ハム   | 82 | 60 | 2  | 楽天       | 77 | 66 | 1  | ソフトB    | 74 | 65 | 5  | 西武       | 70 | 70 | 4  | ロッテ     | 62 | 77 | 5  | オリックス | 56 | 86  | 2  |      |    |    |    |        |    |    |    |
| 2010                                | ソフトB    | 76 | 63 | 5  | 西武       | 78 | 65 | 1  | ロッテ     | 75 | 67 | 2  | 日本ハム   | 74 | 67 | 3  | オリックス | 69 | 71 | 4  | 楽天       | 62 | 79  | 3  |      |    |    |    |        |    |    |    |
| 2011                                | ソフトB    | 88 | 46 | 10 | 日本ハム   | 72 | 65 | 7  | 西武       | 68 | 67 | 9  | オリックス | 69 | 68 | 7  | 楽天       | 66 | 71 | 7  | ロッテ     | 54 | 79  | 11 |      |    |    |    |        |    |    |    |
| 2012                                | 日本ハム   | 74 | 59 | 11 | 西武       | 72 | 63 | 9  | ソフトB    | 67 | 65 | 12 | 楽天       | 67 | 67 | 10 | ロッテ     | 62 | 67 | 15 | オリックス | 57 | 77  | 10 |      |    |    |    |        |    |    |    |
| 2013                                | 楽天       | 82 | 59 | 3  | 西武       | 74 | 66 | 4  | ロッテ     | 74 | 68 | 2  | ソフトB    | 73 | 69 | 2  | オリックス | 66 | 73 | 5  | 日本ハム   | 64 | 78  | 2  |      |    |    |    |        |    |    |    |
| 2014                                | ソフトB    | 78 | 60 | 6  | オリックス | 80 | 62 | 2  | 日本ハム   | 73 | 68 | 3  | ロッテ     | 66 | 76 | 2  | 西武       | 63 | 77 | 4  | 楽天       | 64 | 80  |    |      |    |    |    |        |    |    |    |
| 2015                                | ソフトB    | 90 | 49 | 4  | 日本ハム   | 79 | 62 | 2  | ロッテ     | 73 | 69 | 1  | 西武       | 69 | 69 | 5  | オリックス | 61 | 80 | 2  | 楽天       | 57 | 83  | 3  |      |    |    |    |        |    |    |    |
| 2016                                | 日本ハム   | 87 | 53 | 3  | ソフトB    | 83 | 54 | 6  | ロッテ     | 72 | 68 | 3  | 西武       | 64 | 76 | 3  | 楽天       | 62 | 78 | 3  | オリックス | 57 | 83  | 3  |      |    |    |    |        |    |    |    |
| 2017                                | ソフトB    | 94 | 49 |    | 西武       | 79 | 61 | 3  | 楽天       | 77 | 63 | 3  | オリックス | 63 | 79 | 1  | 日本ハム   | 60 | 83 |    | ロッテ     | 54 | 87  | 2  |      |    |    |    |        |    |    |    |
| 2018                                | 西武       | 88 | 53 | 2  | ソフトB    | 82 | 60 | 1  | 日本ハム   | 74 | 66 | 3  | オリックス | 65 | 73 | 5  | ロッテ     | 59 | 81 | 3  | 楽天       | 58 | 82  | 3  |      |    |    |    |        |    |    |    |
| 2019                                | 西武       | 80 | 62 | 1  | ソフトB    | 76 | 62 | 5  | 楽天       | 71 | 68 | 4  | ロッテ     | 69 | 70 | 4  | 日本ハム   | 65 | 73 | 5  | オリックス | 61 | 75  | 7  |      |    |    |    |        |    |    |    |
| 2020                                | ソフトB    | 73 | 42 | 5  | ロッテ     | 60 | 57 | 3  | 西武       | 58 | 58 | 4  | 楽天       | 55 | 57 | 8  | 日本ハム   | 53 | 62 | 5  | オリックス | 45 | 68  | 7  |      |    |    |    |        |    |    |    |
| 2021                                | オリックス | 70 | 55 | 18 | ロッテ     | 67 | 57 | 19 | 楽天       | 66 | 62 | 15 | ソフトB    | 60 | 62 | 21 | 日本ハム   | 55 | 68 | 20 | 西武       | 55 | 70  | 18 |      |    |    |    |        |    |    |    |
| 2022                                | オリックス | 76 | 65 | 2  | ソフトB    | 76 | 65 | 2  | 西武       | 72 | 68 | 3  | 楽天       | 69 | 71 | 3  | ロッテ     | 69 | 73 | 1  | 日本ハム   | 59 | 81  | 3  |      |    |    |    |        |    |    |    |
| 2023                                | オリックス | 86 | 53 | 4  | ロッテ     | 70 | 68 | 5  | ソフトB    | 71 | 69 | 3  | 楽天       | 70 | 71 | 2  | 西武       | 65 | 77 | 1  | 日本ハム   | 60 | 82  | 1  |      |    |    |    |        |    |    |    |
| 2024                                | ソフトB    | 91 | 49 | 3  | 日本ハム   | 75 | 60 | 8  | ロッテ     | 71 | 66 | 6  | 楽天       | 67 | 72 | 4  | オリックス | 63 | 77 | 3  | 西武       | 49 | 91  | 3  |      |    |    |    |        |    |    |    |

※2022年、オリックスとソフトバンクの年間勝敗数・引分数が全て同数となって勝率が同率となったが、直接対決の成績（オリックス15勝10敗）の結果により（順位決定方法参照）オリックスが優勝となった。

## チーム別記録
- 2024シーズン終了時点のデータ。データは各前身球団を含む。「Aク」はAクラス、「Bク」はBクラスを表す。
- 太字の項目は最多数を表す。球団の列のソートボタンで元の順序に戻る。
- 二期制時代の順位は二期終了後の最終結果のみ反映している。
- 大映・高橋・近鉄の各球団は消滅しているため参考記録として扱う。

| 球団         | 1位 | 2位 | 3位 | Aク計 | 4位 | 5位 | 6位 | 7位 8位 | Bク計 |
| ------------ | --- | --- | --- | ----- | --- | --- | --- | ------- | ----- |
| 西武         | 23  | 12  | 15  | 50    | 9   | 8   | 8   | 0       | 25    |
| ソフトバンク | 20  | 20  | 8   | 48    | 9   | 8   | 10  | 0       | 27    |
| オリックス   | 15  | 14  | 8   | 37    | 16  | 12  | 10  | 0       | 38    |
| 日本ハム     | 7   | 9   | 16  | 32    | 7   | 20  | 14  | 2       | 43    |
| ロッテ       | 5   | 11  | 15  | 31    | 18  | 17  | 9   | 0       | 44    |
| 楽天         | 1   | 1   | 3   | 5     | 6   | 3   | 6   | 0       | 14    |
| 近鉄         | 4   | 9   | 8   | 21    | 9   | 5   | 16  | 4       | 34    |
| 大映         | 0   | 0   | 2   | 2     | 2   | 0   | 1   | 3       | 6     |
| 高橋         | 0   | 0   | 0   | 0     | 0   | 0   | 1   | 2       | 3     |

## 「実力のパ」
読売ジャイアンツ・阪神タイガースを始めとする人気球団を多く擁するセントラル・リーグが「人気のセ」と言われることに対して、ここ数年の日本シリーズの成績、交流戦の勝ち越し、オールスターゲームの勝利数、対抗意識などから「実力のパ」といわれている。
交流戦が開始されて以降は、常にパ・リーグのチームが上位を占めていることが多く、2010年に至っては交流戦上位6球団全てがパ・リーグのチームであったように、2010年代にはパ・リーグの優位が特に顕著であった。
さらに、日本シリーズにおいては、2020年の日本シリーズで前年の4勝0敗に続きソフトバンクが4勝0敗で連続優勝したため、パ・リーグの209勝202敗8引分となった他、シリーズ対戦成績がセ・リーグ側優勝35回、パ・リーグ側優勝36回となり、パ・リーグが通算対戦成績を逆転する結果となった。
この理由について指名打者制度の有無に理由を求める向きもあるが、データ上は否定されている。また、MLBに進出した本格派先発投手にパ・リーグ出身者が多かったことも、その論を補強した。但し巷間言われるような球速の差は、データ上は否定されている。

## 営業施策
パ・リーグ各球団はセントラル・リーグのように観客収入を対巨人戦や対阪神戦に依存することが出来ないため、観客増を図るべく下記のような対策を実施している。

### ファンサービス
現在、福岡ソフトバンクホークスは、観客動員数でNPB全12球団でセ・リーグの読売ジャイアンツ・阪神タイガースに次ぐ3位でパ・リーグトップの観客動員数を誇る。また北海道に本拠地を移転した日本ハムや東北地方の大都市・仙台を本拠地とする楽天などの台頭もあるが、特にオリックス・バファローズなどは、それ以上にテレビ・ラジオ放映が少ないため、放映権料の収入はわずかである。そのため、パ・リーグ全6球団では更なる観客増を狙うべく積極的なファンサービスを行っている。
パ・リーグ各球団のファンクラブは、ジュニア会員にホームで内外野自由席無料、ビジターで外野席無料の特典を設けている（例外が東北楽天ゴールデンイーグルスと福岡ソフトバンクホークスのホームゲーム時）。これらの特典は、セ・リーグ球団では広島東洋カープがホームの内野自由席無料（地方主催の場合は外野自由席）を東京ヤクルトスワローズがホームの外野自由席無料を行なっているだけ（ちなみに球団が運営に直接関わるファンクラブも日本ハムファイターズが1973年に結成したのが日本初）。過去には、パ・リーグオールスター東西対抗が11月に開催された（1981-2006）。
また、スタジアム内でも、福岡PayPayドームやベルーナドームの勝利の花火、ZOZOマリンスタジアムでの特定曜日花火、京セラドーム大阪のお好み焼きタイム等、観客を野球以外で楽しませるための演出や入場者へのホームチームノベルティプレゼント、各試合ごとのイベント（ホームチーム地元在住者は証明出来れば内外野自由席無料、サラリーマンは500円、女性は1000円等）を行った。各球団がファンサービスにおいて、様々な営業努力を払っている。この結果、平日のナイターでも多くの観客を動員するまでに至っている。
チアリーディングチームは全ての球団に存在し、オリックスのみ2014年度以降は一貫して「ダンス&ボーカルグループ」という形態を採っている。北海道日本ハムファイターズの場合はエスコンフィールド開場となった2023年度より、メンバーの雇用形態が変更されている。2022年に札幌ドームでの「きつねダンス」が社会現象ともなる人気を博し、ソフトバンクも追随するかたちで「よかよかダンス」をお披露目している。
各球団のホームスタジアムでは7回裏にホームチームの球団歌を流すだけでなく、7回表にビジターチームの球団歌を流している。また、以前はすべてのスタジアムでビジターチームが勝利した場合でもヒーローインタビューを場内に流していたが、北海道日本ハムファイターズのホームゲームでは大多数を占める日本ハムファンの心情に配慮してかビジターチームのヒーローインタビューは原則場内に流さないようになっている。（2014年途中より、ビジターチームのヒーローインタビューも場内に流れるようになった。）

### 動画配信サービス
近年ではインターネットへの情報掲載や動画配信が非常に盛んであり、IT系の資本であるソフトバンクや楽天はもちろん、ロッテや日本ハムも2006年シーズンからインターネット配信へ参入。
2007年（平成19年）5月14日にはパ・リーグ6球団の共同事業による株式会社「パシフィックリーグマーケティング（PLM）」が設立され、2008年シーズンからは西武、オリックスが参加するとともに、同シーズンからはパ・リーグ6球団が個別で運用管理してきた公式ウェブサイト・携帯向けウェブサイトをPLMが一括管理し、パ・リーグ主催試合は「パ・リーグ　熱球ライブ！」という番組名でYahoo!動画の野球中継により無料で配信されることになった（交流戦ではパ・リーグ主催試合のみ配信）。その後、諸事情により2010年には有料会員制の「パ・リーグライブTV」に移行。2012年には「パ・リーグTV」と名称が変更され、2013年にはパ・リーグオフィシャルスポンサー（特別協賛）に就任した株式会社モブキャストが協賛スポンサーとなった。
また、2009年（平成21年）8月からはニコニコ生放送で楽天主催試合の一部を配信開始。2010年（平成22年）からはソフトバンクの主催試合も配信開始されるようになり、2011年からは地方開催試合も含む主催試合全試合が生中継で配信されるようになった。
携帯電話向けの動画サービスでも日本ハム、ロッテ、西武、ソフトバンクの4球団が2006年6月に「プロ野球24」を開始して主催試合をNTTドコモ・ソフトバンクの従来型携帯電話向けに動画配信している。2007年シーズンからは楽天が加わり、2008年シーズンからはオリックスも参加するとともに、経営体制もPLMへ移管された。
2009年（平成20年）6月から、当時J SPORTSで主催ゲームを放送していた4チーム（西武、ロッテ、オリックス、ソフトバンク）の試合ダイジェストやヒーローインタビューの動画を「パ・リーグチャンネル」と題してYouTubeで配信している。同年8月からは、楽天がニコニコ動画において同内容の動画配信を開始している。また、西武は独自にYouTubeに公式チャンネルを設け、イベントなどの様子を配信している。2010年（平成21年）からは楽天、日本ハムもYouTube配信を開始し、パ・リーグ全チームの動画が配信されるようになった。

### マンデー・パ・リーグ
2001年（平成13年）から2005年（平成17年）まで実施されたパシフィック・リーグの毎週月曜日開催の公式戦の愛称である。
長年、毎週月曜日はセントラル・リーグも含めて、連戦による疲労を抑える目的から公式戦の開催を原則として組まず、祝日や学校の長期休暇時の開催や、地方開催が関係した変則日程や、シーズン後期の予備日が割り当てられる程度しかなかった。
しかし、パ・リーグの活性化につなげていこうという趣旨で2001年（平成13年）から毎週月曜日にパ・リーグの公式戦を増やすことで、この企画が実施された。このためパ・リーグでは毎週木曜日を原則休養（あるいは予備）日程に割り当てるようにした。基本的にはホームタウンのスタジアムで開かれる試合の2-3連戦の最初の試合が対象となっており、地方球場で開かれる試合については月曜日には開催せず、火・水の2連戦となるケースが一般的だった。ただし6チーム（3試合）揃うことは比較的少なく、1-2試合だけというケースも多かった。また月曜日にはテレビ・ラジオで野球中継を放送する放送局が、J SPORTS・NHK BS1などの衛星放送や文化放送、ラジオ大阪、RKBラジオ、KBCラジオなど普段からパ・リーグの試合を中継している局以外ではほとんど無く、必ずしもパ・リーグの活性化につながってはいなかった。
セ・パ交流戦が実現したことで2005年（平成17年）を最後に廃止された。

## 名称の由来
1950年のベースボール・マガジン新年特大号で東急フライヤーズの猿丸理事が質問に答え、アメリカ横断鉄道のセントラルとトランス・パシフィックからそれぞれリーグ名をつけたと語った記事が載った。しかしこれは理事が取材記者の質問をはぐらかして答えたもので、実際には国際的な視野に立つことを謳いパシフィックという名称がつけられた。一方のセントラルは、日本プロ野球の中心を自負して決められた名称である。

## 低勝率罰金制度
低勝率罰金制度とは1953年にパシフィック・リーグ理事会総裁・永田雅一の考案した制度で、シーズン勝率が.350を割った球団から罰金500万円を徴収する制度である。
1954年に永田の球団である大映スターズが勝率.319で第1号となった。翌1955年にトンボユニオンズが勝率.300で第2号となった（これがきっかけでトンボ鉛筆は球団スポンサーを降り、翌年から球団名が高橋ユニオンズに戻った。）。
なお、この制度は1956年に廃止となった。

## 各球団監督
| チーム                       | 監督       | 生年月日（年齢）      | 就任年          | 背番号 |
| ---------------------------- | ---------- | --------------------- | --------------- | ------ |
| 福岡ソフトバンクホークス     | 小久保裕紀 | 1971年10月8日（53歳） | 2024年（2年目） | 90     |
| 北海道日本ハムファイターズ   | 新庄剛志   | 1972年1月28日（53歳） | 2022年（4年目） | 1      |
| 千葉ロッテマリーンズ         | 吉井理人   | 1965年4月20日（60歳） | 2023年（3年目） | 81     |
| 東北楽天ゴールデンイーグルス | 三木肇     | 1977年4月25日（48歳） | 2025年（1年目） | 88     |
| オリックス・バファローズ     | 岸田護     | 1981年5月10日（44歳） | 2025年（1年目） | 71     |
| 埼玉西武ライオンズ           | 西口文也   | 1972年9月26日（52歳） | 2025年（1年目） | 74     |

## 歴代リーグ会長（代表者）
（1950年から1958年までは各球団の持ち回り）
- 初代：大川博（東映社長／東急フライヤーズ・東映フライヤーズオーナー）

（専任職移行後）
- 2代目：中澤不二雄（1959年 - 1965年／野球解説者）
- 3代目：松浦晋（1965年 - 1968年）
- 4代目：岡野祐（1968年 - 1978年／元阪急ブレーブス代表）
- 5代目：工藤信一良（1978年 - 1981年／元毎日新聞社副社長）
- 6代目：福島慎太郎（1983年 - 1987年／元毎日オリオンズ、共同通信社、ジャパンタイムズ社長、元調達庁長官）
- 7代目：堀新助（1987年 - 1991年／元駐イタリア・駐ポーランド大使）
- 8代目：原野和夫（1991年 - 2000年／元時事通信社社長）
- 9代目：小池唯夫（2000年 - 2008年／元毎日新聞社社長）【リーグ会長職廃止により退任】

### リーグ運営部長
- 初代：花井史朗光（2009年 - ）

## 逸話
- 1980年代当時のパ・リーグの不人気ぶりはコンピュータゲームにも反映されており、セ・リーグが6球団すべて収録される一方、パ・リーグは連合チームが多く見受けられた。
  - 任天堂が1983年に発売したファミコン用ソフト『ベースボール』では、モチーフがセ・リーグ6球団のみ[注 31]。
  - エポック社が1984年に発売したスーパーカセットビジョン用ソフト『スーパーベースボール』では、パ・リーグをモデルとしたチームはF・H・Lの3チームが登場しているが、BとOは阪急ブレーブスとロッテオリオンズではなく、アトランタ・ブレーブスとボルチモア・オリオールズがモデルとなっている。
  - ナムコ（後のバンダイナムコエンターテインメント）が1986年に発売した『プロ野球ファミリースタジアム』では、ソフト容量の問題から、パ・リーグをモデルとしたチームのうち単独チームは西武ライオンズをモデルにした「ライオネルズ」のみ。他の5球団は、親会社が鉄道事業者の「レールウェイズ」（近鉄バファローズ・南海ホークス・阪急ブレーブスがモデルの連合）、親会社が食品会社の「フーズフーズ」（日本ハムファイターズとロッテオリオンズがモデルの連合）にまとめられた。翌1987年の『プロ野球ファミリースタジアム'87』では、阪急ブレーブスがモデルの「ブラボーズ」が独立した[注 32]。
  - カプコンが1989年に発売したアーケードゲーム『CAPCOMベースボール 助っ人外人大暴れ!』では、西武ライオンズに相当するチームは「ライオネッツ」として単独で収録されていたが、他の5チームは連合チームとされた（日本ハム・ロッテの連合チームをモチーフとした「オールイースタン」と、近鉄・オリックス・ダイエーの連合チームをモチーフとした「オールウェスタン」）。